# Buxtehude
Die Hansestadt Buxtehude (niederdeutsch Buxthu) ist eine selbständige Gemeinde am südlichen Rande des Alten Landes im Landkreis Stade in Niedersachsen. Die Stadt liegt in der Metropolregion Hamburg geografisch zwischen dem Hamburger Stadtteil Neugraben-Fischbek und der Kreisstadt Stade an der Bundesstraße 73. Mit rund 40.000 Einwohnern ist Buxtehude Mittelzentrum und die zweitgrößte Stadt des Landkreises Stade.

## Geografie

### Geografische Lage
Buxtehude liegt an der Grenze zwischen der Stader Geest, der Lüneburger Heide und dem Alten Land, also der Elbmarsch. Das Stadtgebiet nördlich der Bahnlinie ist auf der flachen Marsch, die südlichen Stadtteile sind auf der hügeligen Geest. Hier gibt es im Ortsteil Neukloster einen sehenswerten Wald mit stellenweise unberührter Landschaft und drei großen Mühlenteichen. Von Süden nach Norden wird das Stadtgebiet von der Este durchflossen, die hier eine Breite von etwa drei bis fünf Metern hat. Die geografische Höhe beträgt in der Altstadt etwa fünf Meter über Normalnull (siehe Übersicht). Sie schwankt jedoch zwischen einzelnen Bereichen im Moor, die sogar einige Zentimeter unter Normalnull liegen bis zur Höhe von 51 Meter über Normalnull, dem Bullenberg. Auf dem Bullenberg befindet sich ein Wasserspeicher der Stadtwerke Buxtehude (SWB).

### Nachbargemeinden
Im Norden grenzen Jork und Estebrügge, im Osten Neu Wulmstorf, im Südosten Elstorf, im Süden Moisburg, im Südwesten Apensen, im Westen Harsefeld und im Nordwesten Horneburg an Buxtehude.

### Stadtgebiet
1931 wurden die Gemeinden Altkloster (benannt nach dem dortigen Alten Kloster), bis dahin im Landkreis Stade, sowie Neuland in die Stadt Buxtehude eingemeindet.
Mit Wirkung vom 1. Juli 1972 wurden mit der Gebietsreform in Niedersachsen in die Stadt Buxtehude die Gemeinden Daensen, Dammhausen, Eilendorf, Hedendorf, Immenbeck, Ketzendorf, Neukloster, Ottensen und Ovelgönne eingegliedert, wobei Daensen, Eilendorf, Immenbeck, Ketzendorf und Ovelgönne bis dahin zum Landkreis Harburg gehörten.
Die eingegliederten Gemeinden bilden in der Stadt eine Ortschaft. Die genaue Abgrenzung dieser Ortschaften beinhalten die anlässlich der Eingliederung dieser früher selbständigen Gemeinden in die Stadt Buxtehude abgeschlossenen Gebietsänderungsverträge.
Der Bereich Ovelgönne/Ketzendorf/Immenbeck/Eilendorf gehört zur ev. Kirchengemeinde Elstorf und nicht zu den Buxtehuder Kirchengemeinden. Der Bereich Ottensen gehört kirchlich zu Apensen. Hedendorf hat die Horneburger Ortsvorwahl 04163 und Ketzendorf sowie Teile von Ovelgönne die Elstorfer Ortsvorwahl 04168.
In Hedendorf und Neukloster gibt es Ortsräte mit den aus ihrer Mitte gewählten Ortsbürgermeistern, in den anderen Ortschaften Ortsvorsteher.

## Geschichte

### Frühgeschichte

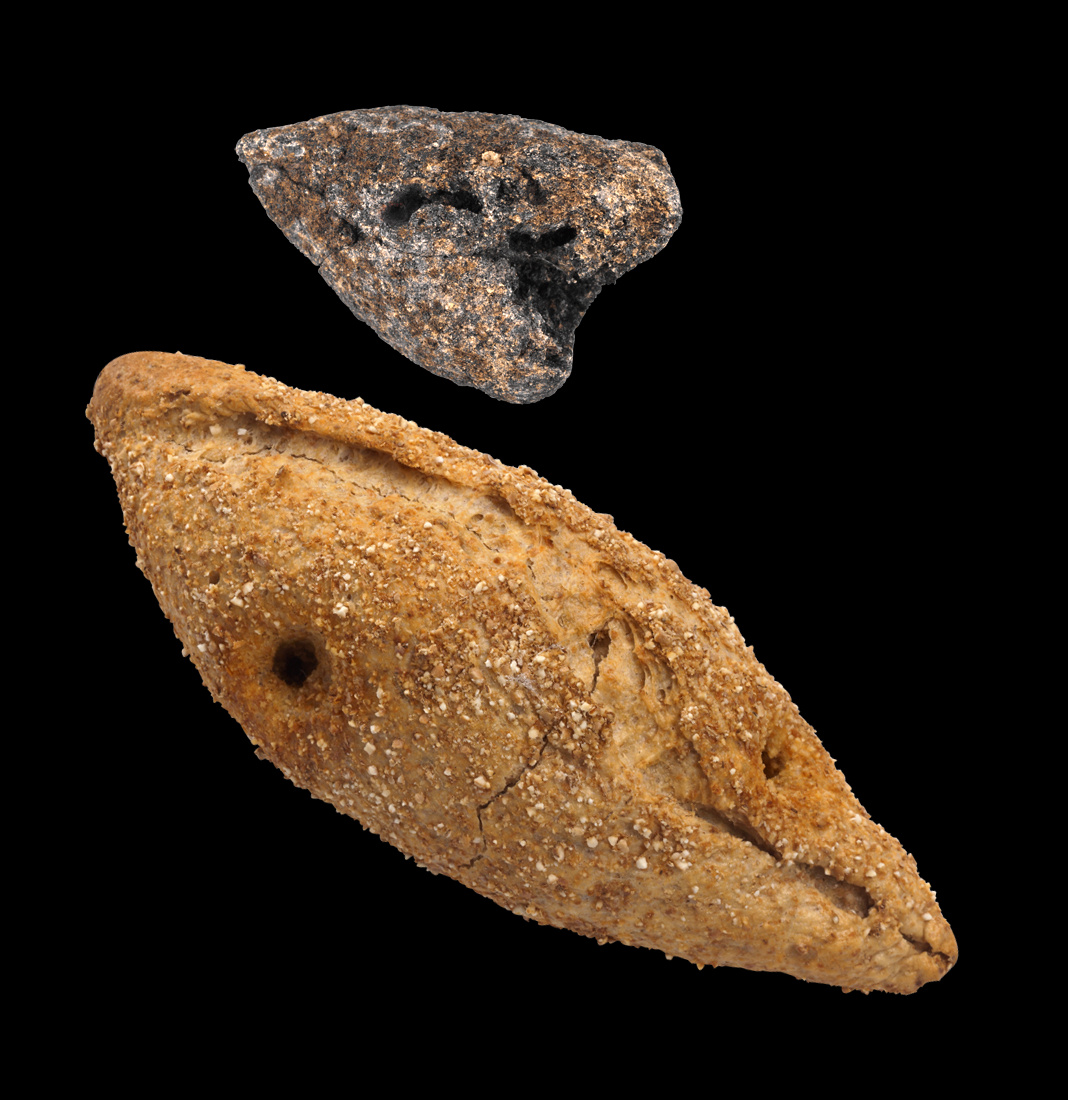
Spitzwecken von Ovelgönne mit Rekonstruktionsversuch

In der Buxtehuder Gemarkung Ovelgönne fand man 1952 den Spitzwecken von Ovelgönne. Er ist Teil eines aus der Vorrömischen Eisenzeit stammenden Brötchens.
Stadtarchäologie und Bodendenkmalpflege werden in Buxtehude seit 1993 durch die Fachgruppe Bauordnung und Denkmalschutz im Hochbau- und Bauordnungsamt der Stadt administrativ umgesetzt.

### Name
Hude-Orte bilden eine Gruppe von Ortsnamen. Sie sind in Schleswig-Holstein, Hamburg, Mecklenburg, Niedersachsen, in den Niederlanden (-hijde) und in England (-hithe) verbreitet. Buxtehude wurde 959 bei seiner ersten Erwähnung Buochstadon (= stade) genannt. 1135 kam der Name Buchstadihude auf, der im Laufe der Zeit zu Buxtehude wurde. Der Name bedeutet vermutlich Buchenstätte. Nahe der Siedlung konnte eine aus Pfählen konstruierte Schiffslandestelle (hude) nachgewiesen werden.

### Seit dem Mittelalter
Seit 959 bestand an der Este die bäuerliche Siedlung Buochstadon, erwähnt in einer Schenkungsurkunde König Ottos I. an das Mauritiuskloster zu Magdeburg. Im Jahre 1197 wurde die Siedlung um ein auf der Geest gelegenes Benediktinerinnenkloster („Altkloster“) erweitert.

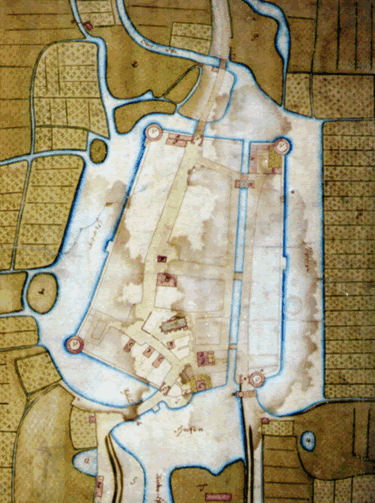
1747: Grundriss der Stadt Buxtehude von Nicolaus Rohlfs

Zwischen 1280 und 1285 ließ Erzbischof Giselbert von Bremen etwa einen Kilometer nördlich dieser Ansiedlung eine Stadtfestung errichten. Diese hieß zuerst Neustadt und übernahm später den Namen Buxtehude. Die Este führte in einer grachtartigen Flethanlage durch die Stadt. Den Festungsgraben bezeichnete man mit dem niederländischen Wort Viver (vijver; dt. Weiher, Teich). Zum Schutz kamen später fünf Zwinger dazu, von denen heute nur noch der Marschtorzwinger erhalten ist. 1285 gilt als Stadtgründungsjahr.
1286 wurde das Neue Kloster in Bredenbeck angesiedelt, das seither Neukloster heißt.

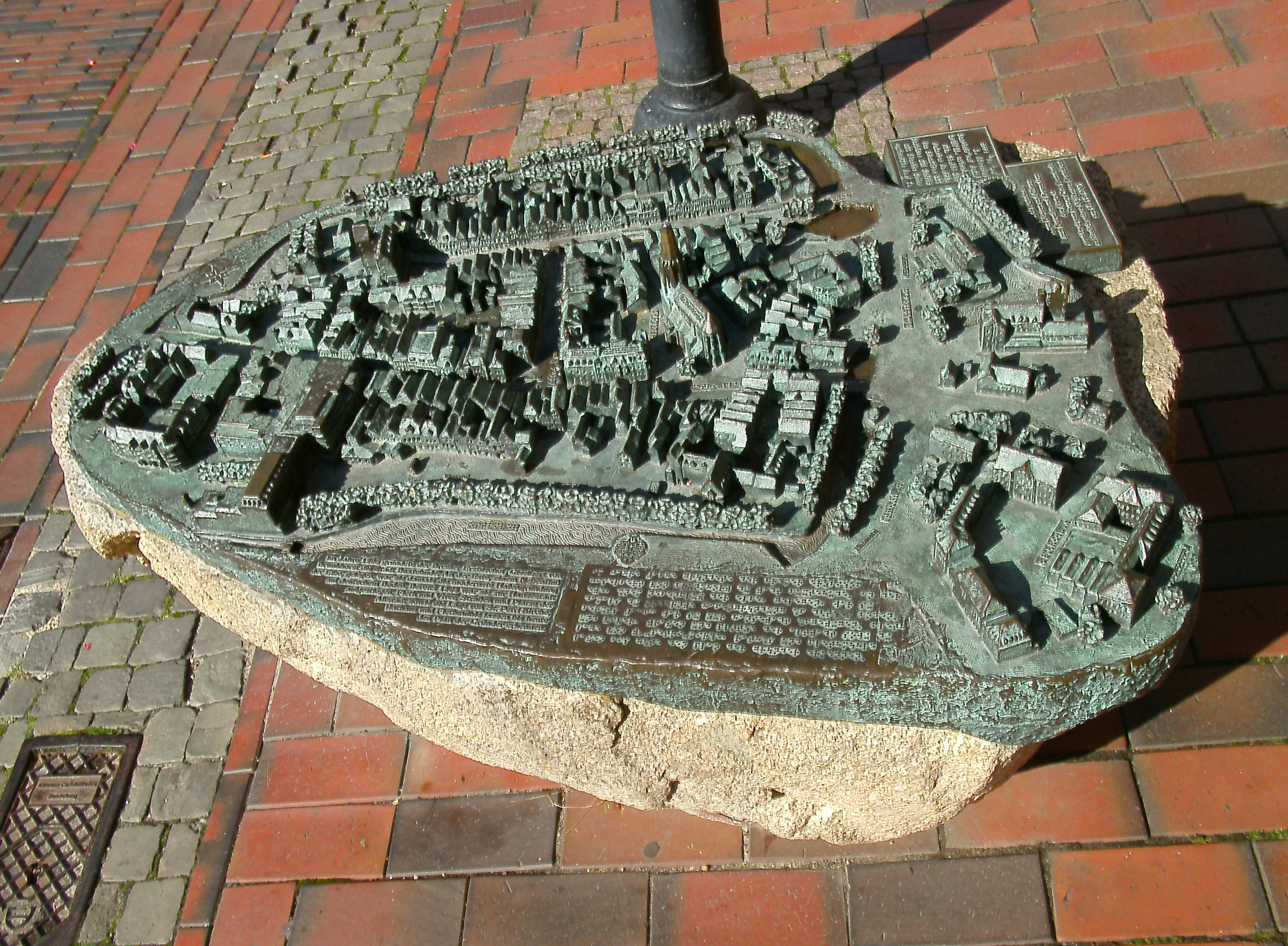
Plastik der Buxtehuder Altstadt vor dem Historischen Rathaus, Breite Straße 2

Im Jahre 1328 erfolgte die Verleihung des Stader Stadtrechtes durch Erzbischof Borchard, das für die Stadt die volle Selbstverwaltung und wirtschaftliche Unabhängigkeit durch eine Ratsverfassung bedeutete. Im Jahre 1363 wurde Buxtehude Mitglied der Hanse und erlebte seine Blütezeit.
Mit dem ersten lutherischen Prediger begann 1541 die Reformation in Buxtehude.

Nach Ausbruch des Dreißigjährigen Krieges wurde auch Buxtehude von der Pest heimgesucht. Ab 1627 kam es kurz zu einer katholischen Restitution durch den kaiserlichen Feldherrn Tilly. Nachdem Buxtehude 1632 durch den schwedischen General Tott erobert worden war, fiel es 1676 im Nordischen Krieg nach Eroberung des Herzogtums Bremen-Verden in den Besitz der antischwedischen Koalition. 1679, mit dem Frieden von Nimwegen wurde Buxtehude wieder vom König von Schweden regiert.
Während der Franzosenzeit war Buxtehude von 1811 und 1814 Teil des Kantons Buxtehude im Département des Bouches de l’Elbe, zu dem auch Mairie Estebrügge und Moorende-Ostseite, Mairie Haßelwerder und Mairie Moisburg gehörten.
Bis 1885 war Buxtehude als Stadt eine selbständige Verwaltungseinheit, dann wurde es dem Landkreis Jork angeschlossen. 1932, mit Auflösung dieses Kreises, kam Buxtehude zum Landkreis Stade, dem es bis heute angehört.
Seit 2014 trägt Buxtehude den Beinamen Hansestadt im Stadtnamen.

### Hexenverfolgung

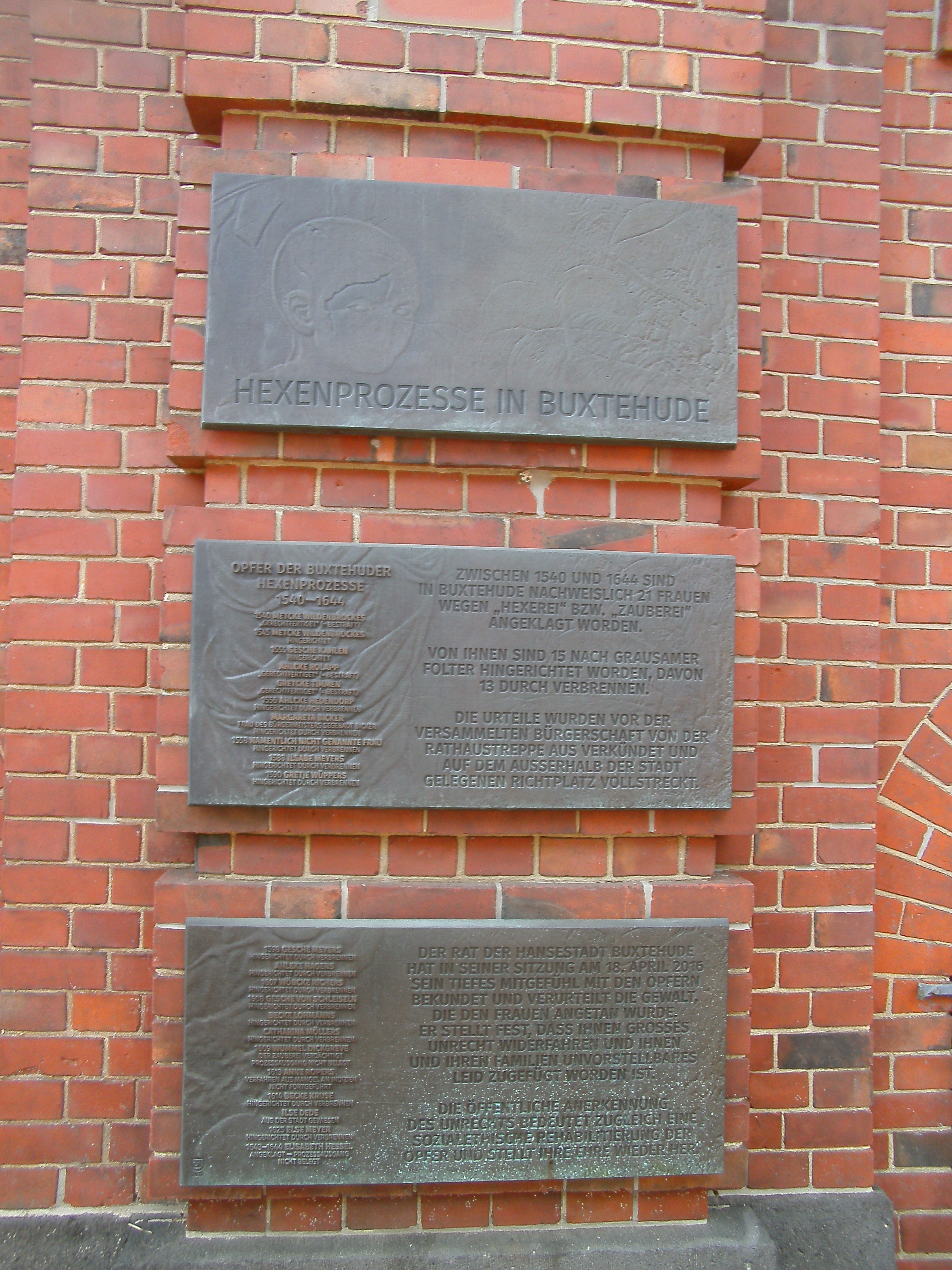
Mahnmal zur Erinnerung an die Hexenverfolgung (Michael Jalowczarz, 2017)

Die Hochphase der Hexenverfolgung war im späten 16. und frühen 17. Jahrhundert.
Die 1603 erlassene Kriminalgerichtsordnung des Erzbischofs von Bremen, das Edikt vom Prozeß in Zauberei-Sachen lehnte sich nicht nur inhaltlich fast wörtlich an die Carolina an, sondern propagierte auch ausdrücklich deren Gültigkeit.
Die Hexerei wurde darin nur als ein Delikt unter vielen behandelt, nicht als Ausnahmeverbrechen (crimen exceptum), das ein besonderes Verfahren rechtfertige. Der berüchtigte Hexenhammer wurde vor norddeutschen Gerichten deshalb nicht zur Begründung von Urteilen herangezogen.
In Buxtehude gab es zwischen 1540 und 1644 insgesamt 21 Hexenprozesse, 18 Frauen wurden hingerichtet.
Ein Erlass Königin Christinas von Schweden von 1649 leitete das Ende der Hexenprozesse im Herzogtum Bremen-Verden ein.
Der Rat der Stadt Buxtehude beschloss am 19. April 2016 die symbolische Wiedergutmachung der Hexenprozesse in Buxtehude durch die Errichtung eines Mahnmals am Historischen Rathaus. Seit November 2017 erinnern dort drei Bronzetafeln an die historischen Ereignisse.

### Politisch-territoriale Zugehörigkeit
Von seiner erstmaligen urkundlichen Erwähnung 959 bis zur Reformation gehörte Buxtehude kirchlich zur Diözese Verden in der Kirchenprovinz Mainz. Weltlich-politisch unterstand es jedoch seit dem 11. Jahrhundert dem Fürsterzbischof von Bremen. Dessen Territorium fiel mit dem Westfälischen Frieden 1648 zusammen mit dem ebenfalls säkularisierten Hochstift Verden als Herzogtum Bremen-Verden mit Verwaltungssitz in Stade an Schweden. Im Nordischen Krieg wurde Bremen-Verden 1712 von Dänemark erobert, das es 1715 an das Kurfürstentum Braunschweig-Lüneburg verkaufte. Während der napoleonischen Kriege war das Kurfürstentum seit 1803 erst französisch, dann preußisch besetzt und wurde 1810 in das Königreich Westphalen eingegliedert, das die nordwestlichen Teile im Folgejahr wieder abtreten musste. Von 1811 bis 1814 gehörte das Gebiet um Buxtehude als Teil des Elbmündungsdepartements zum Kaiserreich Frankreich. Nach dem Wiener Kongress ging das Territorium des ehemaligen Kurfürstentums im Königreich Hannover auf und gehörte zum Deutschen Bund. 1866 nach dem Preußisch-Österreichischen Krieg von Preußen annektiert, verlor das Königreich Hannover seine Unabhängigkeit und war bei der Reichsgründung 1871 preußische Provinz. Seit dem Zweiten Weltkrieg gehört das Gebiet der ehemaligen Provinz Hannover zum 1946 neu gegründeten Bundesland Niedersachsen.

### Entwicklung der Einwohnerzahl

Einwohnerentwicklung von Buxtehude von 1987 bis 2016

| Jahr              | Einwohner |
| ----------------- | --------- |
| 31. Dezember 1987 | 31.091    |
| 31. Dezember 1990 | 32.276    |
| 31. Dezember 1995 | 35.253    |
| 31. Dezember 2000 | 36.699    |
| 31. Dezember 2005 | 38.335    |
| 31. Dezember 2010 | 39.748    |
| 31. Dezember 2015 | 40.173    |
| 31. Dezember 2016 | 40.033    |
| 31. Dezember 2018 | 40.150    |
| 30. Juni 2023     | 41.090    |

## Politik

### Rat
Der Rat der Stadt Buxtehude besteht aus 40 Mitgliedern. Dies ist die festgelegte Anzahl für eine Stadt mit einer Einwohnerzahl zwischen 40.001 und 50.000 Einwohnern.
Die Ratsmitglieder werden durch eine Kommunalwahl für jeweils fünf Jahre gewählt. Die aktuelle Amtszeit begann am 1. November 2021 und endet am 31. Oktober 2026.
Stimmberechtigt im Rat ist außerdem die hauptamtliche Bürgermeisterin Katja Oldenburg-Schmidt (parteilos).
| Partei     | Sitze 2021 | Sitze 2016 | Sitze 2011 | Sitze 2006 | Sitze 2001 |
| ---------- | ---------- | ---------- | ---------- | ---------- | ---------- |
| CDU        | 11         | 10         | 11         | 14         | 14         |
| SPD        | 11         | 11         | 14         | 15         | 15         |
| GRÜNE      | 9          | 7          | 7          | 3          | 3          |
| FDP        | 3          | 2          | 2          | 3          | 4          |
| AfD        | 2          | 4          | –          | –          | –          |
| LINKE      | 2          | 2          | 1          | 1          | –          |
| FWB / BBG* | 1          | 2          | 3          | 1+1        | 1+1        |
| Die PARTEI | 1          | –          | –          | –          | –          |

* Freie Wählergemeinschaft Buxtehude/Buxtehuder Bürger-Gemeinschaft

### Bürgermeister
Hauptamtliche Bürgermeisterin der Stadt Buxtehude ist Katja Oldenburg-Schmidt (parteilos). Bei der Bürgermeisterwahl am 25. Mai 2014 wurde sie mit 59,6 % der Stimmen gewählt und am 12. September 2021 mit 66,1 % der Stimmen für weitere fünf Jahre im Amt bestätigt. Ihr Gegenkandidat Michael Lemke (Grüne) erhielt 24,21 %, Clemens Ultsch (Die PARTEI) 4,89 % und Benjamin Koch-Böhnke (Linke) 4,79 %. Die Wahlbeteiligung lag bei 55,29 %.

### Kommunaler Präventionsrat
Seit 2000 gestaltet der Präventionsrat Buxtehude unter dem Vorsitz des jeweiligen Bürgermeisters die Kriminalprävention der Stadt in den Bereichen der Gewalt-, Sucht und Alkoholprävention, der Medienkompetenzförderung und dem Themenbereich Migration und Integration mit. Dazu zählen die Aktion Heller Weg, Selbstbehauptungskurse und spezielle Projekte der Jugendarbeit.

### Vertreter in Landtag und Bundestag
Buxtehude gehört zum Landtagswahlkreis Buxtehude. 
Buxtehude gehört zum Bundestagswahlkreis Stade I – Rotenburg II. Bei der Bundestagswahl 2021 wurde Oliver Grundmann (CDU) direkt gewählt.

### Wappen

Wappenschild

| | Blasonierung: „Auf blauem Schild zwei schräg gekreuzte, aufwärts gerichtete goldene Schlüssel mit abgewendeten Bärten, überhöht von einem schwarzen Tatzenspitzenkreuz. Auf dem Stechhelm mit blau-goldenen Decken zwei blau-golden über Eck geteilte Büffelhörner, dazwischen angestemmt ein weiteres schwarzes Tatzenspitzenkreuz.“ |
| Wappenbegründung: Das schwarze Tatzenspitzenkreuz findet sich auch im Wappen des Bistums Verden, die gekreuzten Petrusschlüssel im Wappen des Erzbistums Bremen, zu denen Buxtehude lange gehörte. Die Farben blau und gelb waren die Farben der schwedischen Staats- und Kriegsflagge bei der schwedischen Eroberung Buxtehudes im 17. Jahrhundert. Der Siegelstempel (Typar) ist im Buxtehuder Heimatmuseum ausgestellt. | |

### Städtepartnerschaften
Buxtehude unterhält folgende Städtepartnerschaften:
- Blagnac (Südfrankreich), seit 1985, der Ort ist ebenfalls Standort einer Airbus-Niederlassung
- Ribnitz-Damgarten (Mecklenburg-Vorpommern), seit 1990

### Internationale Mitgliedschaften
Buxtehude ist Mitglied im Verein Europäische Route der Backsteingotik und im Städtebund Die HANSE.

## Kultur und Sehenswürdigkeiten

### Altstadt

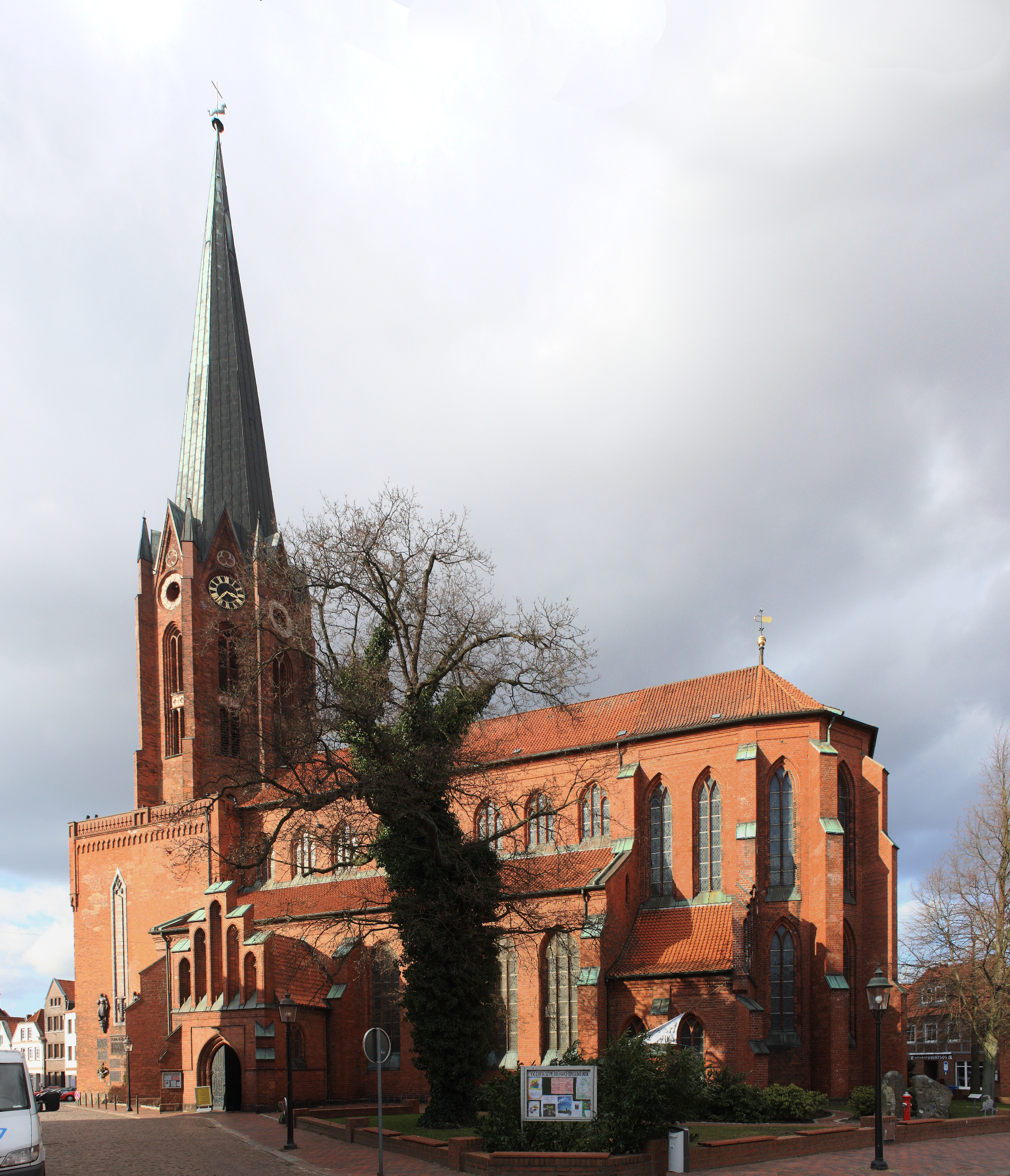
St.-Petri-Kirche

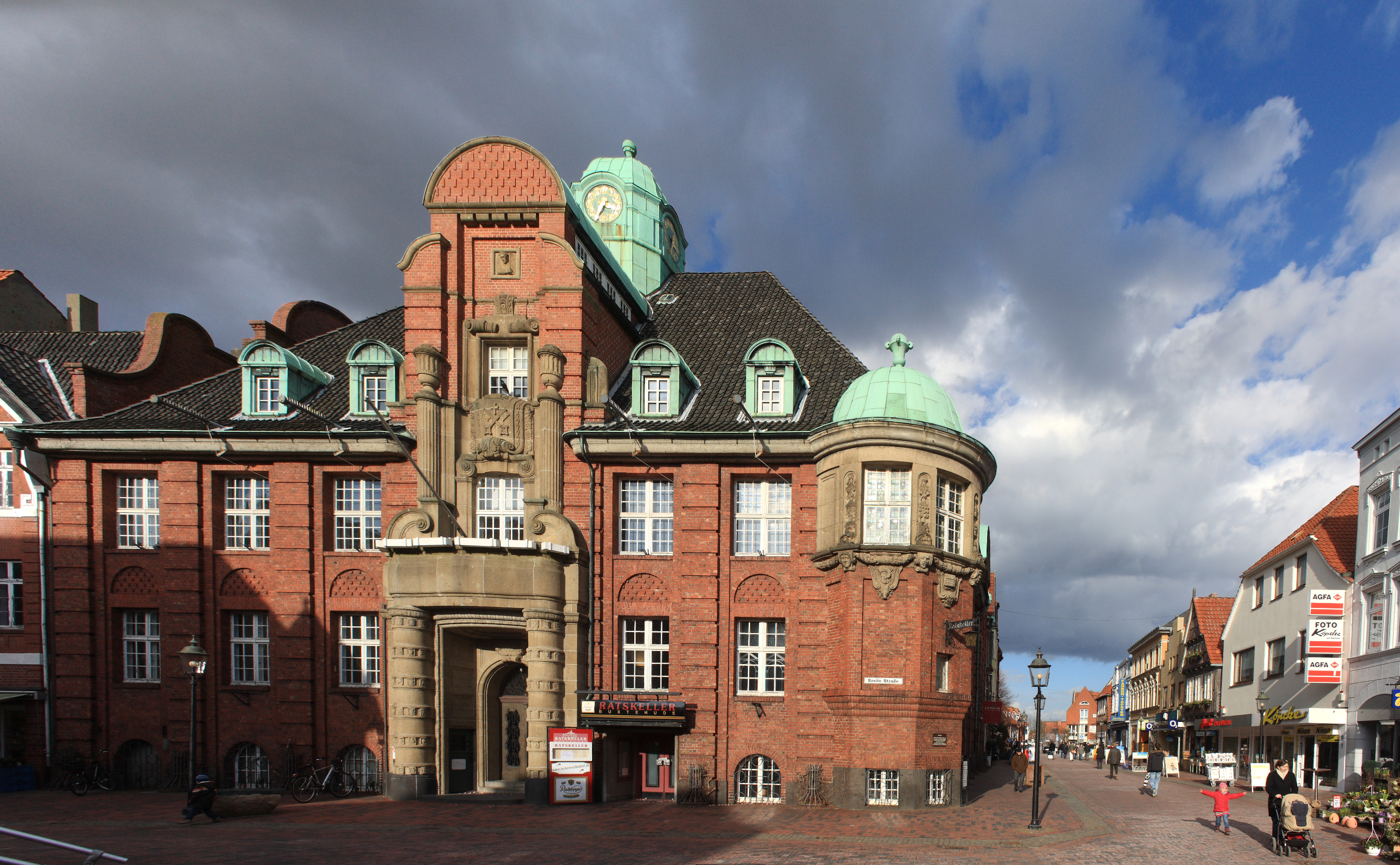
Rathaus Ecke Lange Straße/Breite Straße, Neubau von 1913.

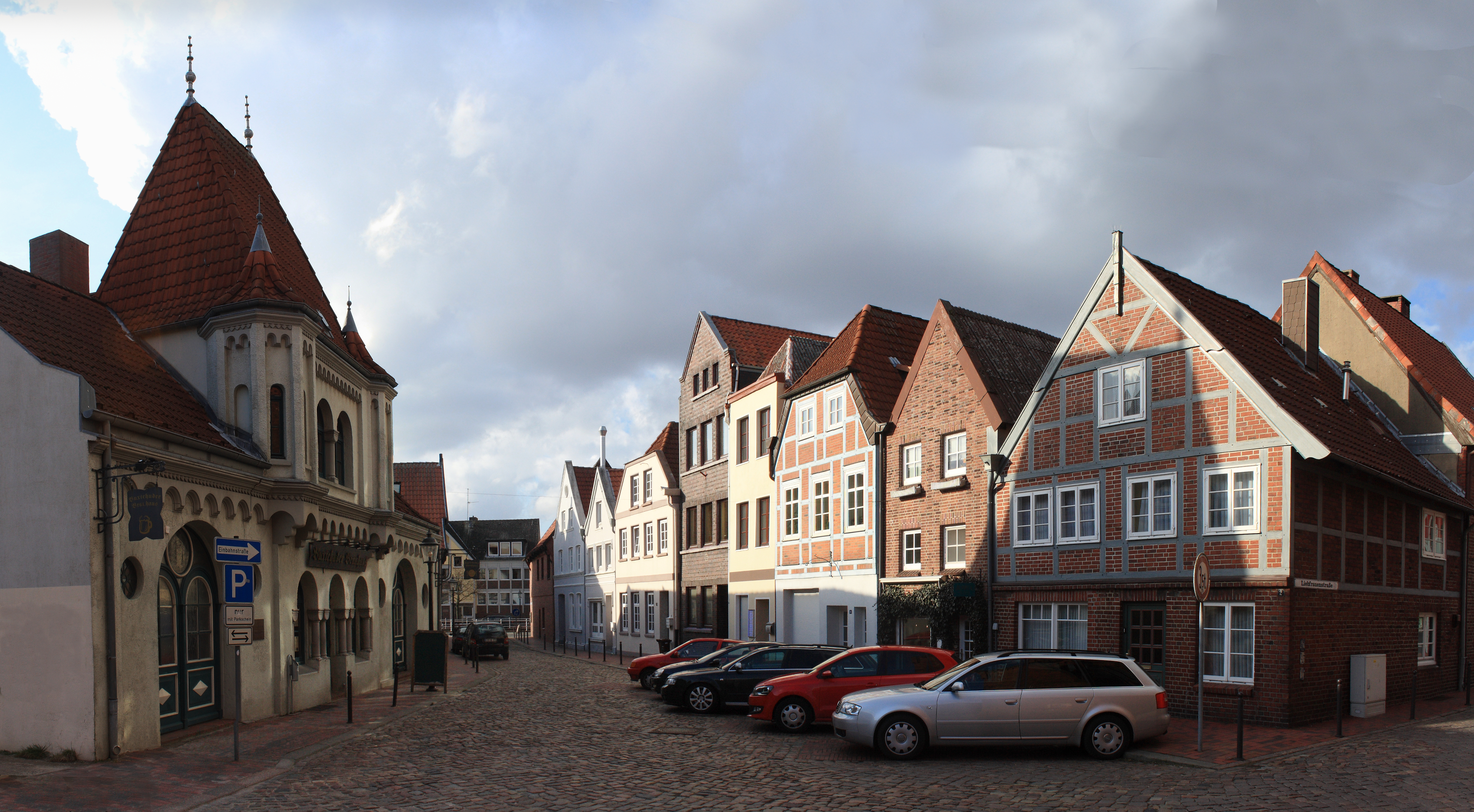
Brauhaus (links) und Fachwerkhäuser in der Kirchenstraße

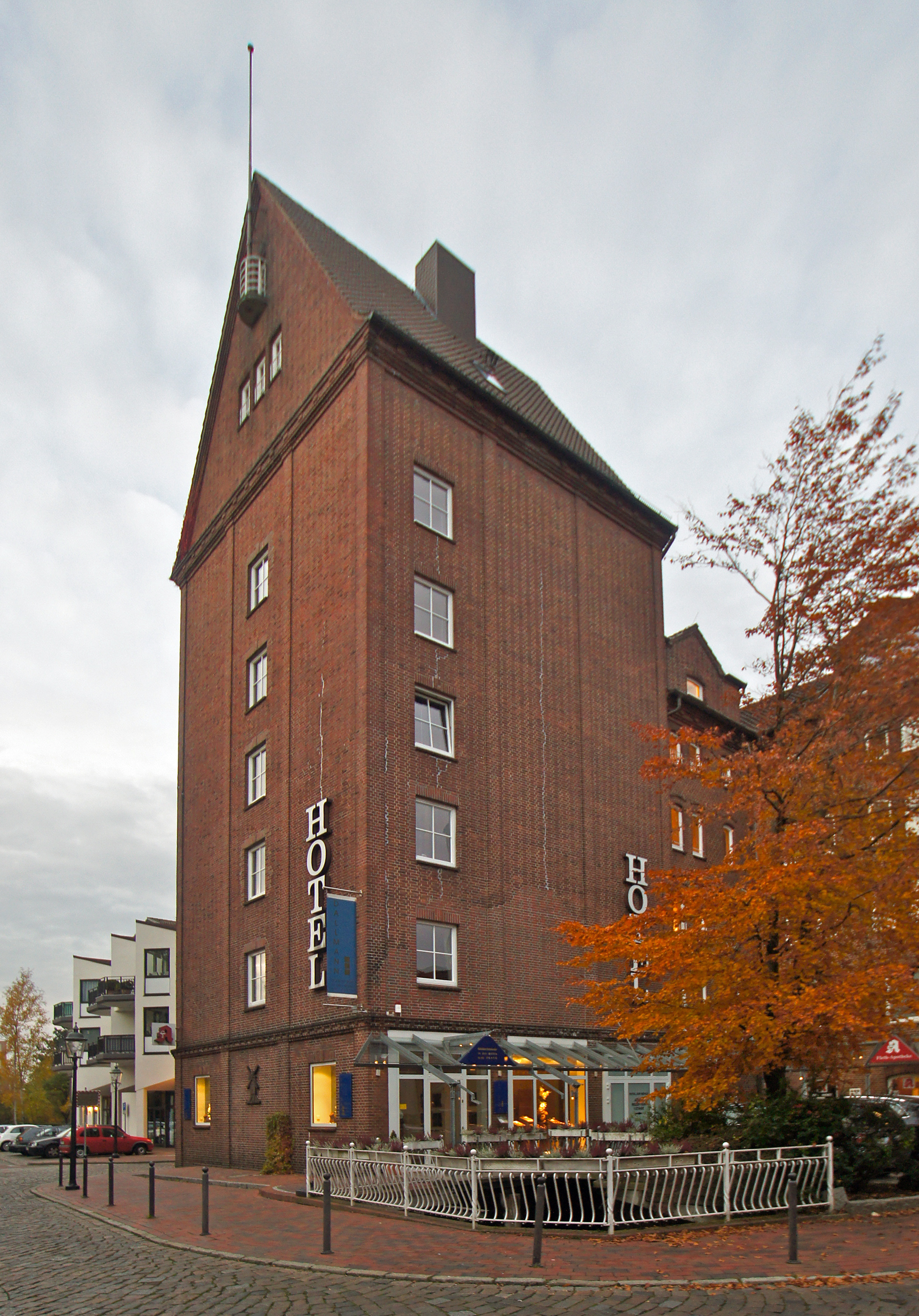
Die umgebaute Flethmühle

#### Sanierungsgebiet
Das Landes-Raumordnungsprogramm Niedersachsen weist die Stadt Buxtehude als Mittelzentrum mit den besonderen Entwicklungsaufgaben „Wohnen und gewerbliche Wirtschaft“ aus. Um dieses Entwicklungsziel zu erreichen, wurde das Buxtehuder Stadtzentrum seit den 1970er Jahren durchgreifend modernisiert. Im Mai 2002 hat die Stadt einen Abschlussbericht vorgelegt.
1978 hat Buxtehude eine Gestaltungssatzung zum Schutz des Stadtbildes in der Altstadt erlassen.
Seit 2009 besteht für das Rathausquartier zwischen Breite Straße, Lange Straße und Kirchenstraße eine Erhaltungssatzung.

#### Denkmalgeschützte Bauwerke
Der Denkmalatlas Niedersachsen weist eine Vielzahl von Kulturdenkmalen in Buxtehude und seinen Ortschaften aus. 
- Evangelische Pfarrkirche St. Petri.[25] Die dreischiffige gewölbte Backsteinbasilika mit vorgelagertem Westturm entstand gegen Ende des 13. Jahrhunderts und wurde um 1320 fertiggestellt. Der ursprüngliche Turm wurde 1853 durch Blitzschlag zerstört. Die anschließende Wiederherstellung erfolgte nach Plänen des Hamburger Architekten J. Wimmel.[26] Der Turm der St. Petri-Kirche ist das Wahrzeichen der Hansestadt Buxtehude. Mehrere wertvolle Ausstattungsstücke sind teils in der Kirche und teils im Museum der Stadt erhalten.
- Der Marschtorzwinger[27] am Liebfrauenkirchhof ist als Teil der mittelalterlichen Stadtbefestigung erhalten und wird heute für Ausstellungen, Lesungen und andere öffentliche Veranstaltungen genutzt.
- Das historische Rathaus von 1408 war ein gotischer Hallenbau und wurde 1911 zusammen mit den benachbarten Wohnbauten durch einen Brand zerstört. Der Neubau entstand 1913 nach Entwürfen des Architekten Alfred Sasse (Hannover) im Stil der Heimatschutzarchitektur mit polygonalem Eckturm. Im Inneren wurden Reste der alten Ausstattung des 16. Jahrhunderts aus dem Vorgängerbau eingefügt. Die Stadtverwaltung Buxtehude nutzt das Gebäude nicht mehr und befindet sich seit 2010 in dem ellipsenförmig errichteten Stadthaus in der Bahnhofstraße 7.
- Alte Markthalle (Brauhaus), Kirchenstraße 13. Im Buxtehuder Brauhaus, 1912/1913 als Viehmarkthalle in neuromanischen Formen errichtet, wurden zwei Sorten Bier gebraut: Buxtehuder Pilsener und Buxtehuder Dunkel. Diese Biere konnten in der gleichnamigen Gaststätte getrunken, aber auch käuflich erworben werden. Das Buxtehuder Brauhaus besaß einen großen Saal und einen Wintergarten, in denen oft Musikveranstaltungen (vorwiegend Jazz) stattfanden.
Ende 2011 wurde das Brauhaus geschlossen. Im Rahmen des Baus des sogenannten Rathausquartiers werden die als Denkmal geschützten Räume als Technikräume für die neue Einkaufsgalerie für Klima- und Heizungsanlage umgenutzt.[28]
- Flethmühle. Die ehemalige, im 19. Jahrhundert errichtete Getreidemühle wurde 1979 zu einem Wohn- und Geschäftshaus umgebaut.
- Bürgerhäuser: Mit Förderhilfe durch den Städtebaulichen Denkmalschutz konnten in der Altstadt etliche ältere Wohnbauten erhalten werden. Die Wohnhäuser wurden fast ausnahmslos in Fachwerktechnik erstellt, Massivbauten blieben bis in das 19. Jahrhundert hinein die Ausnahme. Etliche Häuser wurden jedoch später verputzt oder gar mit massiven Fronten versehen, so dass sie heute als Steinbauten erscheinen.
Lange Straße 25 ist der einzige noch vorhandene spätmittelalterliche Steinbau der Stadt. Aus großformatigen Backsteinen über hohem Kellergeschoss errichtet, stammt er wohl aus dem zweiten Viertel des 16. Jahrhunderts. Das große Spitzbogenportal zeigt ein reich profiliertes Gewände mit Tau- und Birnstäben. Das zugehörige Hinterhaus wurde 1548 als Fachwerkbau errichtet.[29]
Ebenfalls aus der Mitte des 16. Jahrhunderts stammen die Fachwerkbauten Abtstraße 3, Westfleth 35 sowie die Hinterhäuser von Lange Straße 37 und St. Petri-Platz 13.
Zu den besonders aufwändig gestalteten Bürgerhäusern der Stadt zählt das um 1600 entstandene Haus Fischerstraße 3, das heute dem Heimatverein gehört. Auf den gebuckelten Fußstreben finden sich reiche Flachschnitzereien. Ähnlich gestaltet ist Breite Straße 17, das etwa zur selben Zeit entstanden sein dürfte.
Abtstraße 6 war seit dem 15. Jahrhundert das Stadthaus der Erzäbte von Harsefeld. Das mit figürlichen Konsolen versehene Haus wurde 1618–1628 neu errichtet.
Im 17. Jahrhundert wurde Kirchenstraße 5 erbaut. Bei der 1977 durchgeführten Sanierung wurde die Utlucht wiederhergestellt.
Stuckdecken haben sich noch in den Häusern Westfleth 29, bezeichnet 1768 und Nr. 45 erhalten.
Westfleth 25, ein zweigeschossiger Bau mit Mansardendach entstand im ausgehenden 19. Jahrhundert. Er weist noch die alte Haustür aus der Rokokozeit auf. Auf dem hinteren Teil des Grundstückes befinden sich Reste der mittelalterlichen Stadtmauer.
Am 14. August 1911 brach im Hinterhaus des damaligen Gasthauses Koop an der Breiten Straße ein Feuer aus, dem neben dem mittelalterlichen Rathaus auch zahlreiche ältere Wohnbauten zum Opfer fielen. Dieses Areal, das sich bis zur Kirchenstraße erstreckte, wurde anschließend völlig neu bebaut. In jüngster Zeit kam es zu erneuten Eingriffen in die historische Bausubstanz. So wurden im Frühjahr 2010 in der Breiten Straße die Häuser Nr. 13 und 15 zugunsten eines Geschäftsneubaus abgebrochen, dem an der Straßenseite jedoch Fachwerkfassaden vorgeblendet wurden, die den Vorgängerbauten ähneln.
- Altes Kloster: Grundmauern an der Klosterstraße, 1981/82 freigelegt und konserviert

### Buxtehude Museum

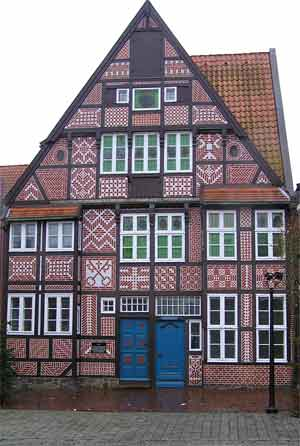
Fachwerkfassade des Alten Heimatmuseums von 1913

Das Buxtehude Museum für Regionalgeschichte und Kunst mit der aufwendigen Fachwerkfassade wurde 1911 als Museumszweckbau für die Sammlungen des 1880 gegründeten Museumsvereins (heute Heimatverein Buxtehude) von dem Seifenfabrikanten Julius Cäsar Kähler erbaut und am 9. Februar 1913 als Heimatmuseum eröffnet. 1992 wurde es durch einen Neubau, in den auch der Haupteingang verlegt wurde, wesentlich vergrößert sowie konzeptionell und gestalterisch modernisiert. Nach einer abermaligen Erweiterung wurde das Museum 2021 wiedereröffnet.
Das Museum vereint Regionalgeschichte und Kunst: Im Alten Heimatmuseum wird Wissenswertes zum Märchen vom Wettlauf von Has’ und Igel, zu Wohnkultur und alter Handwerkskunst geboten. Im Neubau werden die historische Entwicklung der Stadt und „Buxtehude in der Moderne“ vorgestellt. Die Ausstellung wird ergänzt durch zeitgenössische künstlerische Arbeiten, die sich mit der Sammlung auseinandersetzen. Im „Sakralturm“ werden christliche Kunstwerke und ihre Restaurierung im Zusammenhang moderner Konzeptkunst gezeigt. Der britische Künstler Michael Craig-Martin verwandelte 1997 die Räume in ein begehbares Gemälde.
Sehenswert sind unter anderem der mittelalterliche Passionsaltar, eine Triumphkreuzgruppe und weitere sakrale Kunstwerke. Das Buxtehude·Museum präsentiert regelmäßig Sonderausstellungen zu Kunst und regionalgeschichtlichen Themen. Zudem fungiert das Museum als Herausgeber der seit 1992 erscheinenden Buxtehuder Museumshefte.

### Märchenstadt

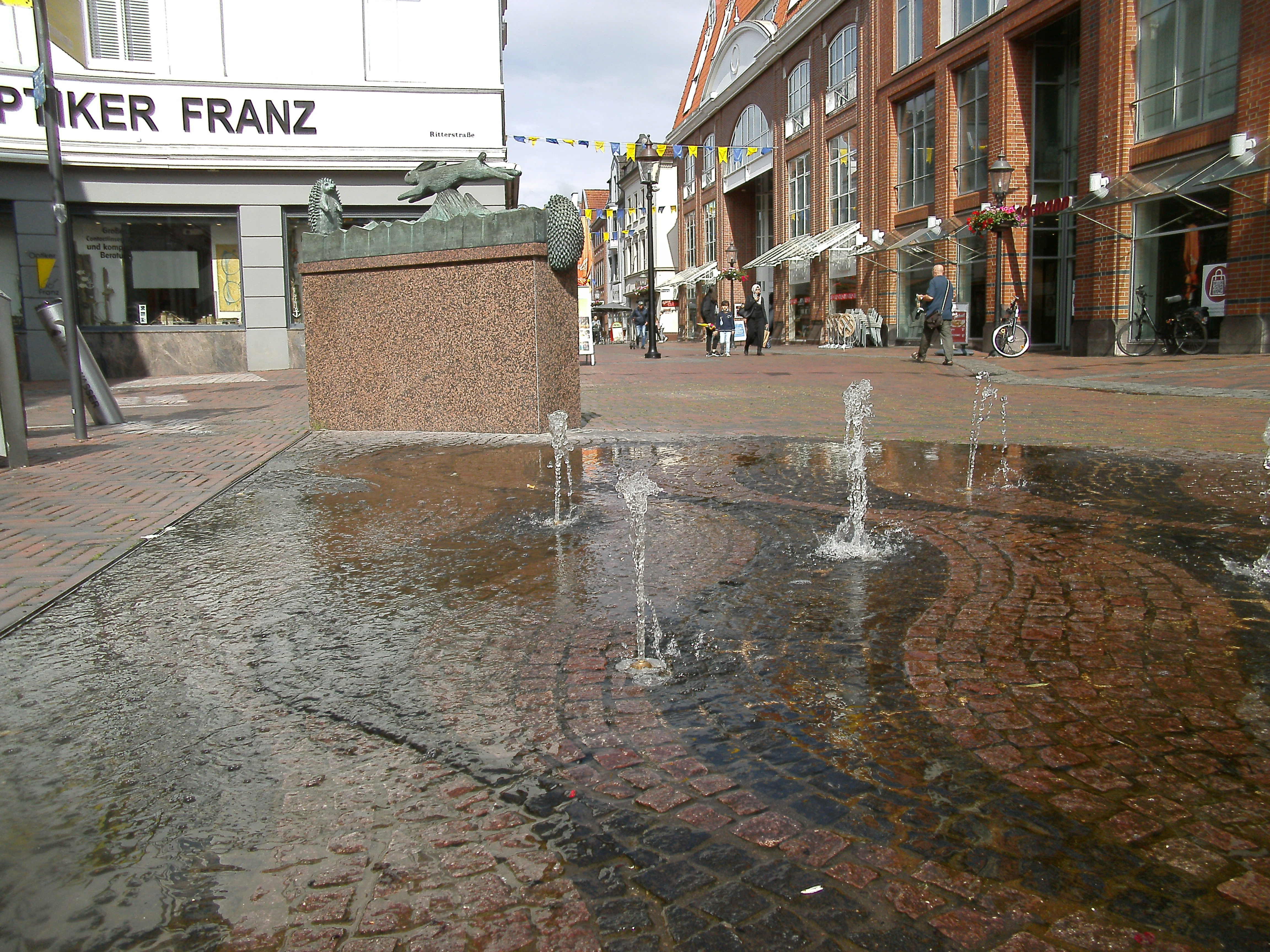
Has'-und-Igel-Brunnen am Rande der Altstadt

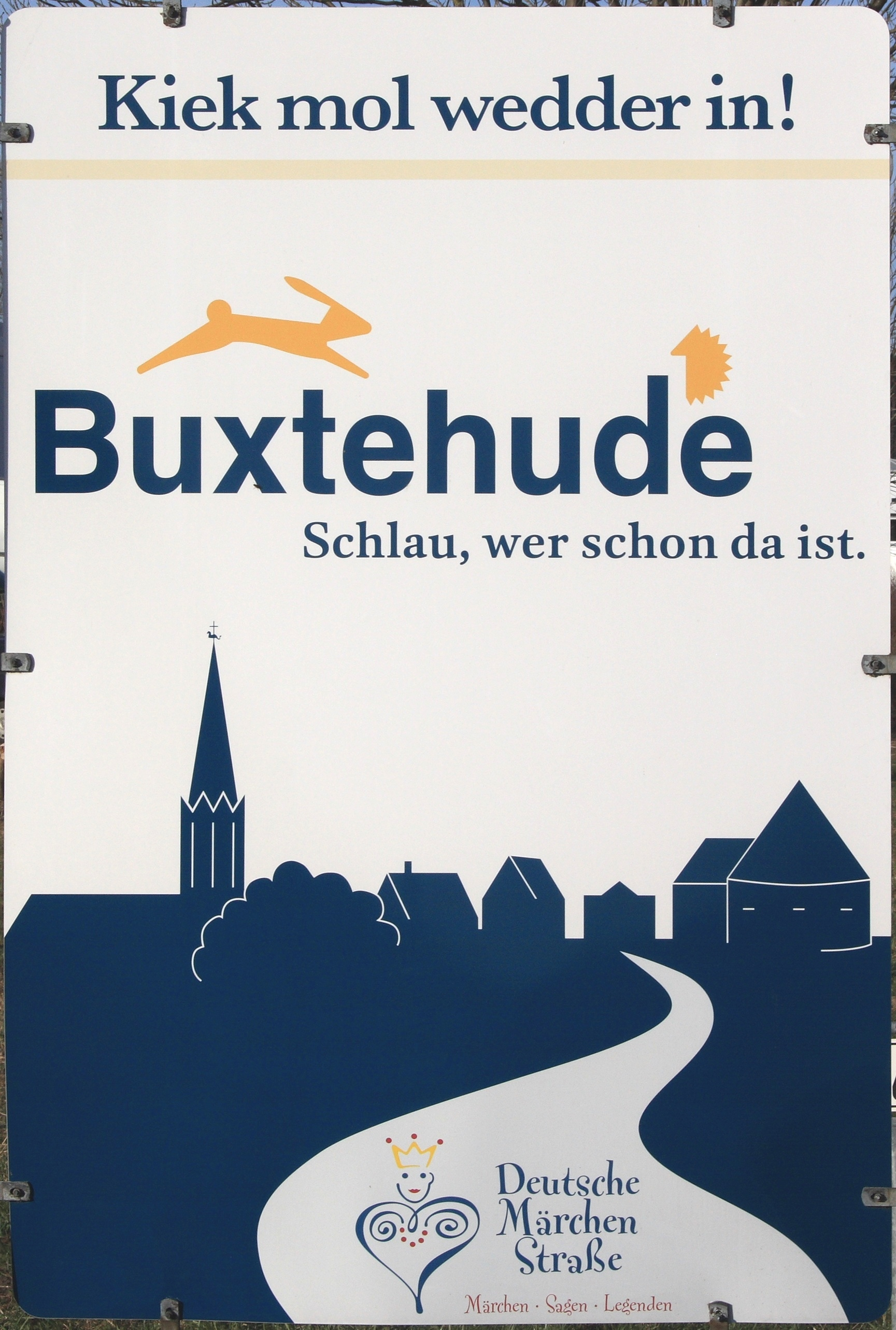
Hinweisschild am Ortseingang von Buxtehude mit Turm der St.-Petri-Kirche (l.) und Marschtorzwinger (r.). Darüber Hase und Igel.

Buxtehude ist als Märchenstadt bekannt. Das Märchen vom Wettlauf zwischen dem Hasen und dem Igel von Wilhelm Schröder spielt in Buxtehude (obwohl Schröder es ursprünglich in dem ähnlich klingenden Ort Bexhövede hörte). Hase und Igel gehören mit dem Turm der St.-Petri-Kirche und dem Marschtorzwinger zu den Wahrzeichen der Stadt und sind ihre Maskottchen. Sie sind seit 1968 dargestellt als Has’-und-Igel-Brunnen, gestaltet von Fritz Fleer. Seit Ende 2007 liegt Buxtehude an der Deutschen Märchenstraße.
Erwähnt wird Buxtehude auch in vielen weiteren Kinderbüchern, so in Otfried Preußlers Der Räuber Hotzenplotz, in dem der Zauberer Petrosilius Zwackelmann zu einem befreundeten Zauberer nach Buxtehude fliegt. Ferner im Bildband Hein Schlotterbüx aus Buxtehude von Barbara Bartos-Höppner und auch in Entenlärm in Buxtehude. In der deutschen Film-Klamotte Tante Trude aus Buxtehude von 1971 spielt die Stadt ebenfalls eine Rolle.
Bemerkenswert ist, dass in Buxtehude der Redensart zufolge die „Hunde mit dem Schwanz bellen“. Einer Bronzetafel nach, die an einem kleinen Denkmal vor der Sparkasse Harburg-Buxtehude angebracht ist, handelt es sich hierbei um einen aus dem Niederländischen stammenden Ausspruch: „De Hunten bellen“, was so viel besagen soll wie „Die Kirchenglocken läuten“. Da in Buxtehude die Glocken bereits per Seilzug geläutet worden seien, als dies woanders noch per Klöppel erfolgte, sei es durch den bildlichen Vergleich des Schwanzes und des Seilzuges sowie der niederländischen Sprache zu der Redensart gekommen, in Buxtehude würden Hunde mit dem Schwanz bellen. Diese Herleitung lässt sich jedoch nicht belegen, auch haben Glocken im Niederländischen nie Hunte geheißen.
Andere Quellen vermuten aufgrund des ungewöhnlichen Ortsnamens mit „x“ eine Übertragung einer ähnlichen Redensart aus Ostpreußen, die dort im Zusammenhang mit dem Dorf Kraxtepellen (Ortsteil von Palmnicken) bekannt war.
Eine weitere Anekdote ist die Geschichte des Schmiedes mit den Wunderkuren. Sie besagt, dass es in Buxtehude einen Schmied gibt, der mit Hilfe seiner Tochter die Kunst beherrscht, Membrum virile zu stählen. Man erzählt diese Geschichte, um genau jene zu verulken, die offenbar einer entsprechenden Nachbesserung der Natur bedürfen.

### Jugendbuchpreis
Buxtehude verleiht jährlich den Preis für das beste erzählende Jugendbuch in deutscher Sprache, den Buxtehuder Bullen. Der Preis wurde von 1971 bis 1980 jährlich von der Buchhandlung Ziemann und Ziemann vergeben, und seit 1981 durch die Stadt. Der Preis ist zurzeit mit 5000 € dotiert. Die Jury ist paritätisch aus Jugendlichen (14–18 Jahren) und Erwachsenen besetzt.
Ergänzend zu diesem wird als Bilderbuchpreis das Buxtehuder Kälbchen verliehen.

### Buxtehuder Kleinkunst-Igel
Der Kleinkunst-Igel ist ein Verein, der sich die Förderung der Kleinkunst in Buxtehude auf die Fahne geschrieben hat. Gegründet wurde der Vorläufer des Vereins unter dem Namen „Das III. Programm“. Man wollte neben den üblichen Tourneetheatern und Musikaufführungen eine „dritte Schiene“ der Kunst auf die kleineren Buxtehuder Bühnen bringen.
Heute treten durch den Kleinkunst-Igel auch bekannte Künstler wie Mathias Richling, Dieter Nuhr, Django Asül, Ina Müller oder Georg Schramm in Buxtehude auf. Für diese „Großen der Branche“ weicht man auf Buxtehudes größten Saal, die Aula der Halepaghen-Schule (599 Plätze) aus. Diese Auftritte sind meist zwei bis drei Tage nach Eröffnung des Kartenvorverkaufs ausverkauft.
Der Kleinkunst-Igel ist jedoch seinen ursprünglichen Zielen treu geblieben und fördert auch regionale oder noch unbekannte Künstler. Die Auftritte finden im Forum Süd (ca. 150 Plätze) statt.

### Kulturforum am Hafen
Das Kulturforum am Hafen Buxtehude wurde 2008 eröffnet und befindet sich im umgebauten Seitenflügel der Buxtehuder Malerschule. Das Baudenkmal war einst das Hauptgebäude der 1853 von dem englischen Unternehmer William Dawson errichteten Steingutfabrik. Diese wurde auf der im Jahr 1849 zur Verbesserung der Strömungsverhältnisse aufgeschütteten Insel errichtet. 1861 schloss die Fabrik ihre Pforten. Die Überreste eines alten Brennofens können die Besucher durch eine Glasscheibe im Boden betrachten.
Angeboten werden Konzerte, Kleinkunst, regelmäßige Ausstellungen, Lesungen, Workshops, Theater und Filme, wobei der größte Teil des Programms mit Eintrittsgeldern finanziert werden kann. Außerdem vermietet das Kulturforum seine Räume für Seminare an Firmen und für Privatveranstaltungen. Im erweiterbaren Kino- und Theatersaal zeigt das KIK (Kommunale Initiative Kino) Kinderkino, Filmreihen, Dokumentarfilme, Kurzfilme und Klassiker.

### Freizeithaus Buxtehude
Das städtische Freizeithaus in Bahnhofsnähe wird durch die Stadtjugendpflege Buxtehude betrieben. Hier finden auch Konzerte und Beteiligungsflohmärkte statt. Es gibt hier eine Fahrradselbsthilfewerkstatt, das Café, den Veranstaltungsraum Arena, den Bandproberaum, eine Kreativwerkstatt, Büros und mehrere Seminarräume.

### Theater im Hinterhof
Das Theater im Hinterhof ist eine kleine, eigenständige Bühne im Stadtteil Altkloster. Professionelle Künstler treten dort auf. Prinzipalin war bis zu ihrem Tod (2010) die Sopranistin Nina Zober. Ein Förderverein sorgt seither für die Weiterführung des Theaters.

### Kleine Fleth-Philharmonie
Um 2021/22 zog der PR-Mann und Konzertveranstalter Hasko Witte mit dem Büro für Künstler von Hamburg nach Buxtehude, Westfleth 37, um. Gespielt wird seit 2022 in einem kleinen Konzertsaal. Mit augenzwinkernder Reverenz an die Hamburger Elbphilharmonie gab er der neuen Konzertlocation den Namen Kleine Fleth-Philharmonie.

### Eine Königliche Nacht
Die Königliche Nacht findet seit 2005 als musikalisch-literarische Open-Air-Veranstaltung auf dem St.-Petri-Platz statt. Es handelte sich dabei um eine szenische Lesung mit Dagmar Berghoff, Wilhelm Wieben und Horst Niebuhr. Das musikalische Programm gestalteten im ersten Durchgang der Posaunenchor Harburg unter Heinz Korupp, sowie das Buxtehuder Jugendorchester, sowie in der zweiten Edition das Jugendsinfonieorchester des Schweriner Konservatoriums Königliche Nacht bezieht sich auf die britische Königin Caroline Amalie Elisabeth (1768–1821). Ihr Leichnam wurde nach Braunschweig überführt und für eine Nacht in der Kirche St. Petri in Buxtehude aufgebahrt. In dem Historienspektakel geht es um Caroline als Princess of Wales.

### Aethercircus Steampunk Festival'
Alle zwei Jahre findet in Buxtehude eines der größten Steampunk Festivals Europas statt, das Aethercircus Steampunk Festival.

### International Music Festival
2010 gründeten der chinesische Pianist Zhang Hai’ou, der Präsident des Kulturforums am Hafen und ein privater Unternehmer das International Music Festival Buxtehude & Altes Land. Die Philosophie des Konzertprojektes ist es, in Buxtehude einmal im Jahr an mehreren Tagen klassische Musik von jungen, hochtalentierten Interpreten aus dem In- und Ausland zu präsentieren.

### Filmfest Buxtinale
2018 fand im Kulturforum am Hafen und im Freizeithaus Buxtehude das Filmfest Buxtinale statt; Seit 2019 findet das Kurzfilmfestival unter dem Namen Schollinale statt. Jährliche Wiederholungen sind geplant. Gezeigt wurden 23 Kurzfilme.

### Ewer Margareta
Der Ewer Margareta ist das letzte Schiff der Buxtehuder Ewerflotte und ein typisches plattbodiges Schiff der Niederelbe. Über Jahrhunderte war er das typische Frachtschiff der Niederelbe und der küstennahen Nordseegebiete. Seit dem 25. Mai 1987 befindet sich die Margareta wieder in Buxtehude und wird vom Förderverein Buxtehuder Hafen und Este e. V. unterhalten. Sie ist im Fleth vor der Flethmühle zu besichtigen.

### Volksfeste
- Die Pistennacht findet seit um 1986 zweimal im Jahr, im Frühjahr und Herbst, statt, bei dem in Kneipen, Cafés, Diskotheken und Restaurants die Nacht hindurch gefeiert wird.
- Im Stadtteil Neukloster findet jedes Jahr der größte Pfingstmarkt Norddeutschlands statt.
- Im Pfarrgarten der St.-Marien-Kirche Neukloster findet in jedem Jahr am Erntedanksonntag das Erntefest statt. Veranstalter ist der Trachtenverein Neukloster von 1989.
- Das Buxtehuder Altstadtfest findet jedes Jahr am zweiten Juniwochenende statt. Die Hauptbühne befindet sich in der Straße Am Geesttor. Am Wehdenhof gibt es eine „junge Bühne“. Am Sonntag findet der größte Flohmarkt der Stadt in der Fußgängerzone und den Straßen rund um das Fleth statt.
- Das Weinfest findet jedes Jahr Ende August auf dem St.-Petri-Platz statt. Winzer und Weinhändler aus Deutschland bieten ihre Produkte an. Am Freitag und am Samstag treten abends Musikgruppen auf.
- Am ersten Wochenende im Juli findet alljährlich das Schützenfest der Schützengilde der Stadt Buxtehude von 1539 statt. Am ersten August-Wochenende findet das Schützenfest des Altkloster Schützenvereins auf dem Schafmarktplatz im Ortsteil Altkloster statt.

### Naherholung
Buxtehude ist von verschiedenen Natur- und Landschaftsschutzgebieten umgeben wie dem Neuklosterholz, dem Buxtehuder Geestrand, der Tide-Este, dem Unteren Estetal und den Mooren bei Buxtehude.

## Wirtschaft und Verkehr

### Stadtmarketing
2003 wurde der Arbeitskreis Stadtmarketing gegründet, Motto: Buxtehudes Weg in die Zukunft. Ziel der Aktivitäten war es, Buxtehude als Mittelzentrum im Wettbewerb mit den umliegenden Zentren Stade, Hamburg-Harburg und Lüneburg zu stärken. Der aus dem Arbeitskreis hervorgegangene Verein Stadtmarketing wurde 2014 aufgelöst. Die Aufgaben werden seitdem von der Stadtverwaltung Buxtehude wahrgenommen.

### Unternehmen

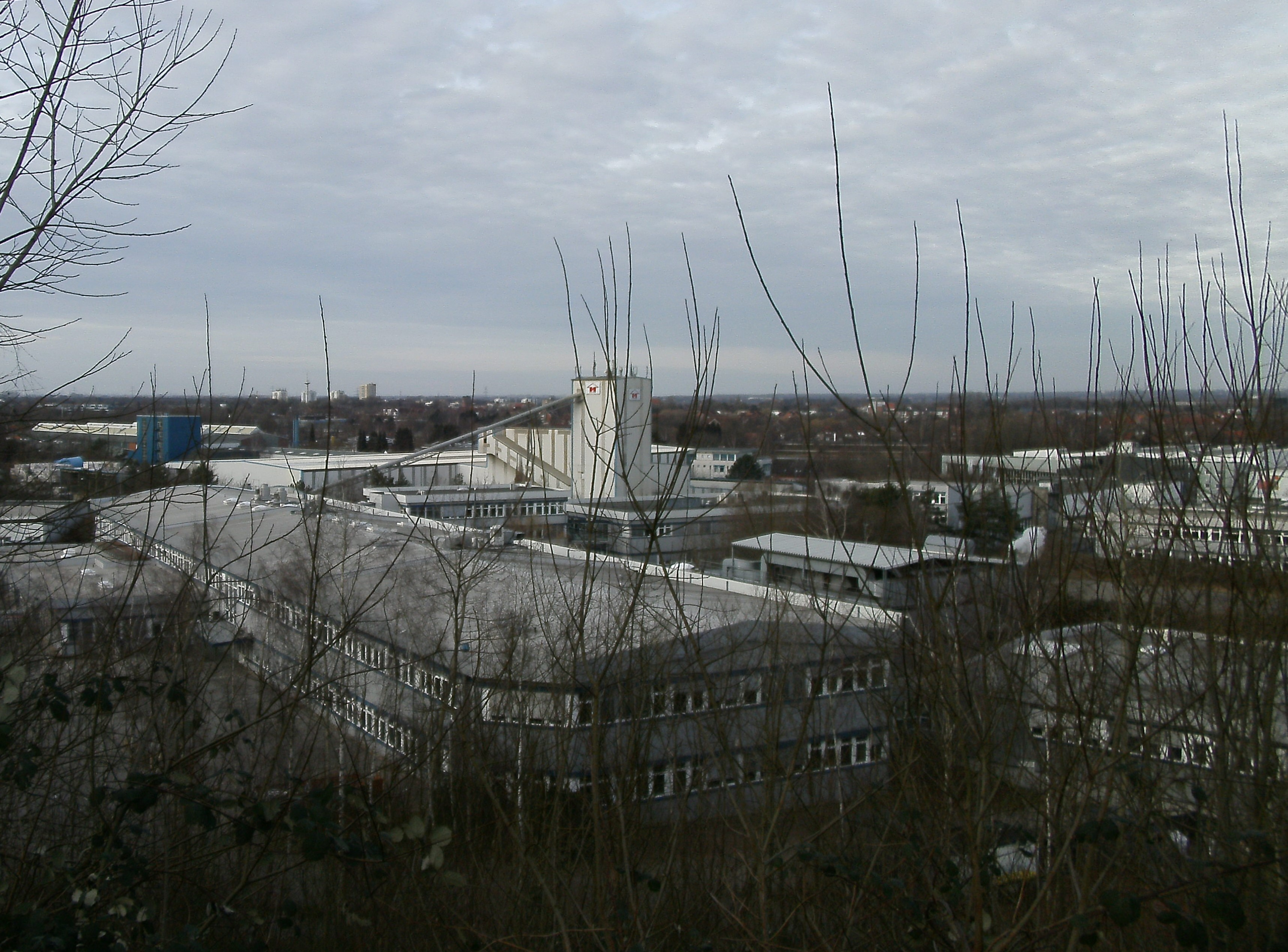
Gewerbegebiet Alter Postweg/
Lüneburger Schanze

#### Ansässig in Buxtehude

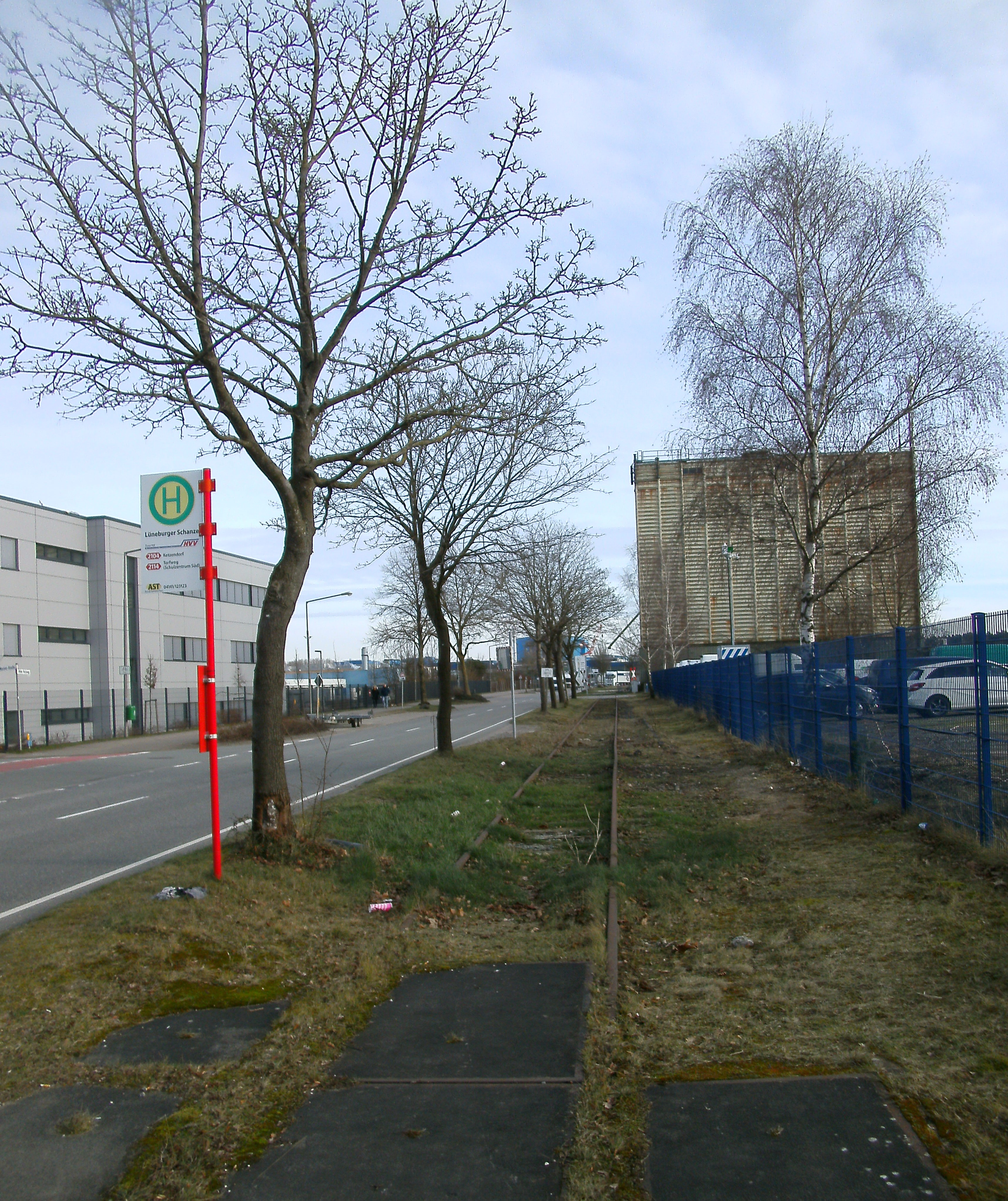
Alter Postweg/Lüneburger Schanze

- Airbus Operations GmbH Elektronische Flugzeugkabinen-Systeme (früherer Name: KID-Systeme; seit 2004 firmiert auch der Buxtehuder Standort an der Lüneburger Schanze unter Airbus)
- Apollo Shipping GmbH & Co. KG, Schiffsbefrachter und Schiffsmakler (gegr. 1991 in Hamburg, 2009 Umzug an die Este)
- NSB Niederelbe Schiffahrtsgesellschaft, eine der größten Reedereien in Deutschland
- Synthopol Chemie, Hersteller von Kunstharzen
- Unilever, größter europäischer Produktionsstandort innerhalb des Konzerns zur Herstellung von Duschgel und Lotionen (Markennamen u. a. Axe, Dove, Lux und Rexona)
- Implantcast GmbH, stellt vor allem Implantate für die orthopädische Chirurgie (Hüfte, Knie) her
- Interpane, Hersteller von Isolierglas und Sicherheitsglas
- Lada Automobile GmbH, zentrale Auslieferung der russischen Automobilmarke AwtoWas für Deutschland
- Pontacol GmbH, Hersteller von Heissklebefolien und Beschichtungen mittels Extrusion
- Crane Payment Solutions mit der Tochter National Rejectors (NRI), einem Hersteller von Münzprüfgeräten, Geldwechslern und bargeldlosen Zahlungssystemen
- miprotek GmbH, Hersteller von Automationslösungen für industrielle Fertigungsprozesse sowie für die Asphaltindustrie
- Tadewald Personalberatung GmbH, Personalberatung mit Spezialisierung in der Besetzung von Fach- und Führungspositionen im Gesundheits- und Sozialwesen

#### Ehemals ansässig in Buxtehude
- Nudelfabrik der Firma Birkel.[42]
- Vin & Sprit unterhielt in Buxtehude durch ihre Tochter V & S Deutschland eine Abfüllanlage, in der unter anderem Malteserkreuz Aquavit abgefüllt wurde.
- Das Granini Werk im Stadtteil Altkloster wurde nach der Fusion mit der Eckes AG 1995 geschlossen.
- Schweppes wurde bis in die 1990er Jahre auch in Buxtehude abgefüllt.
- Bacardi, Hersteller von Spirituosen, zentrales Werk für den europäischen und asiatischen Markt, schloss zum 31. Oktober 2018[43]
- Das Agrarunternehmen Pioneer schloss seinen Standort zum 1. Juni 2019.[44]

### Estetal-Kaserne

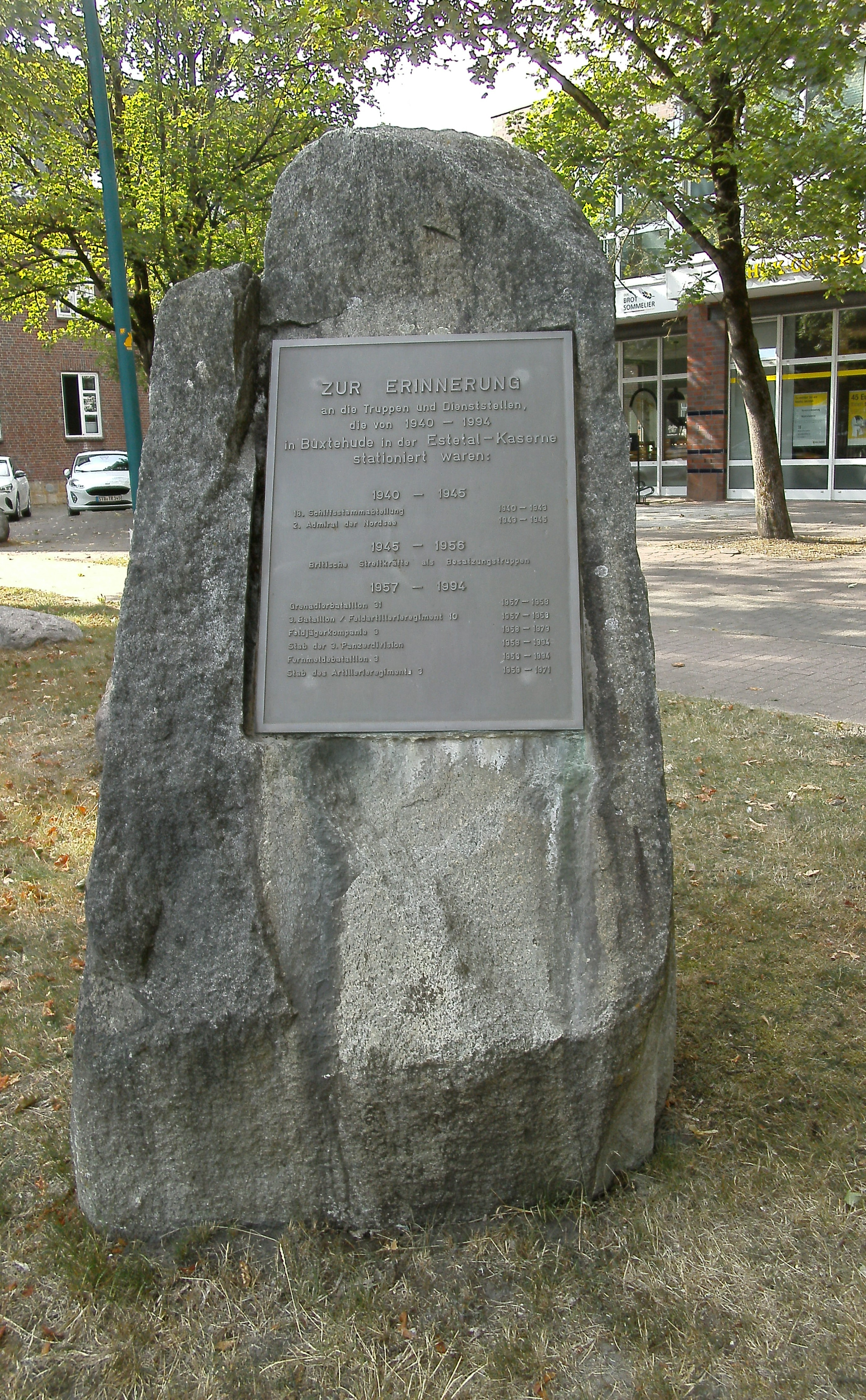
Gedenkstein zur Erinnerung an die in der Estetal-Kaserne stationierten Truppen und Dienststellen

#### Stationierte Truppen und Dienststellen
Von 1940 bis 1994 war Buxtehude Garnisonsstadt. In der Estetal-Kaserne waren ab 1940 Dienststellen der Kriegsmarine, seit 1945 britische Streitkräfte als Besatzungstruppen und seit 1956 neben dem Fernmeldebataillon 3 auch der Stab und die Stabskompanie der 3. Panzerdivision der Bundeswehr stationiert. An diese Truppen und Dienststellen erinnert ein Gedenkstein am ehemaligen Kasernentor.

#### Nachnutzung
Da die Haustechnik der Kasernenanlagen veraltet war, musste das gesamte Gebiet der Kaserne nach dem Abzug der Bundeswehr mit neuen Ver- und Entsorgungsleitungen versehen werden.
Im Zuge der Konversion wurden einige der historischen Wohnblocks abgerissen und durch Neubauten ersetzt. Das ehemalige Stabsgebäude wurde technisch saniert und beherbergt heute neben vielen kleineren Büros eine Musikschule und ein Fitnessstudio. In das ehemalige Gebäude des Fernmeldebataillons zog die Volkshochschule ein.
Der Gebäudetrakt 10–14 wurde durch den Verein buxbau, Förderung der Fachhochschule in Buxtehude e. V. von Studierenden zu einem Studentenwohnheim umgebaut. Die neue private Hochschule 21 baut hier ihren Studienbetrieb allmählich auf.

### Verkehr

#### Straßenverkehr
Buxtehude ist der nördliche Ausgangspunkt der Bundesstraße 3. In west-östlicher Richtung wird Buxtehude von der Bundesstraße 73 durchquert. In Planung ist die Anbindung an Hamburg durch die A 26. 

#### Schienenverkehr
Seit 1881 befindet sich der Bahnhof Buxtehude an der Eisenbahnstrecke Cuxhaven–Hamburg (Niederelbebahn). Dieser wird von Start-Regionalzügen und der Hamburger S-Bahn angefahren. Eine weitere Bahnstation befindet sich im Stadtteil Neukloster (nur Halt von S-Bahn-Zügen).
Seit 1928 gibt es auch eine Bahnstrecke nach Harsefeld, die Buxtehude-Harsefelder Eisenbahn, deren Anlagen am Bahnhof die Bezeichnung Buxtehude Süd trugen. Diese Strecke wird heute von den EVB betrieben.
Um den Voraussetzungen für den S-Bahn-Verkehr gerecht zu werden, wurden beide Buxtehuder Bahnhöfe umgebaut; so musste u. a. die Höhe der Bahnsteige angepasst werden. An beiden Bahnhöfen entstanden Park+Ride-Anlagen. Am Bahnhof Buxtehude wurde auch ein neuer Busbahnhof gebaut, um den reibungslosen Übergang zwischen Bus und Bahn zu gewährleisten. Bauherr der Anlage sind die Stadtwerke Buxtehude. 

#### Busverkehr
Der Stadtbusverkehr wird ebenso wie der Großteil des Regionalbusverkehrs von der KVG Stade bedient. Treffpunkt der meisten Stadt- und Regionalbuslinien ist der ZOB in Altstadt-Nähe. In den Nachtstunden ruht der Busverkehr. Am Samstag Nachmittag und sonntags verkehren die Busse in größeren Zeitabständen. Der größte Teil des Stadtbusverkehrs wird auf zwei Radiallinien (2101/2102) und einer Ringlinie (2105) erbracht, die den Süden der Stadt erschließen. Daneben gibt es zwei Radiallinien in Richtung Hedendorf und Ovelgönne.

#### HVV-Verbundtarif
Seit Dezember 2004 wird der gesamte ÖPNV des Landkreises Stade und somit auch Buxtehudes zu Bedingungen des Hamburger Verkehrsverbundes HVV durchgeführt.

#### Wasserwege, Sportboothafen

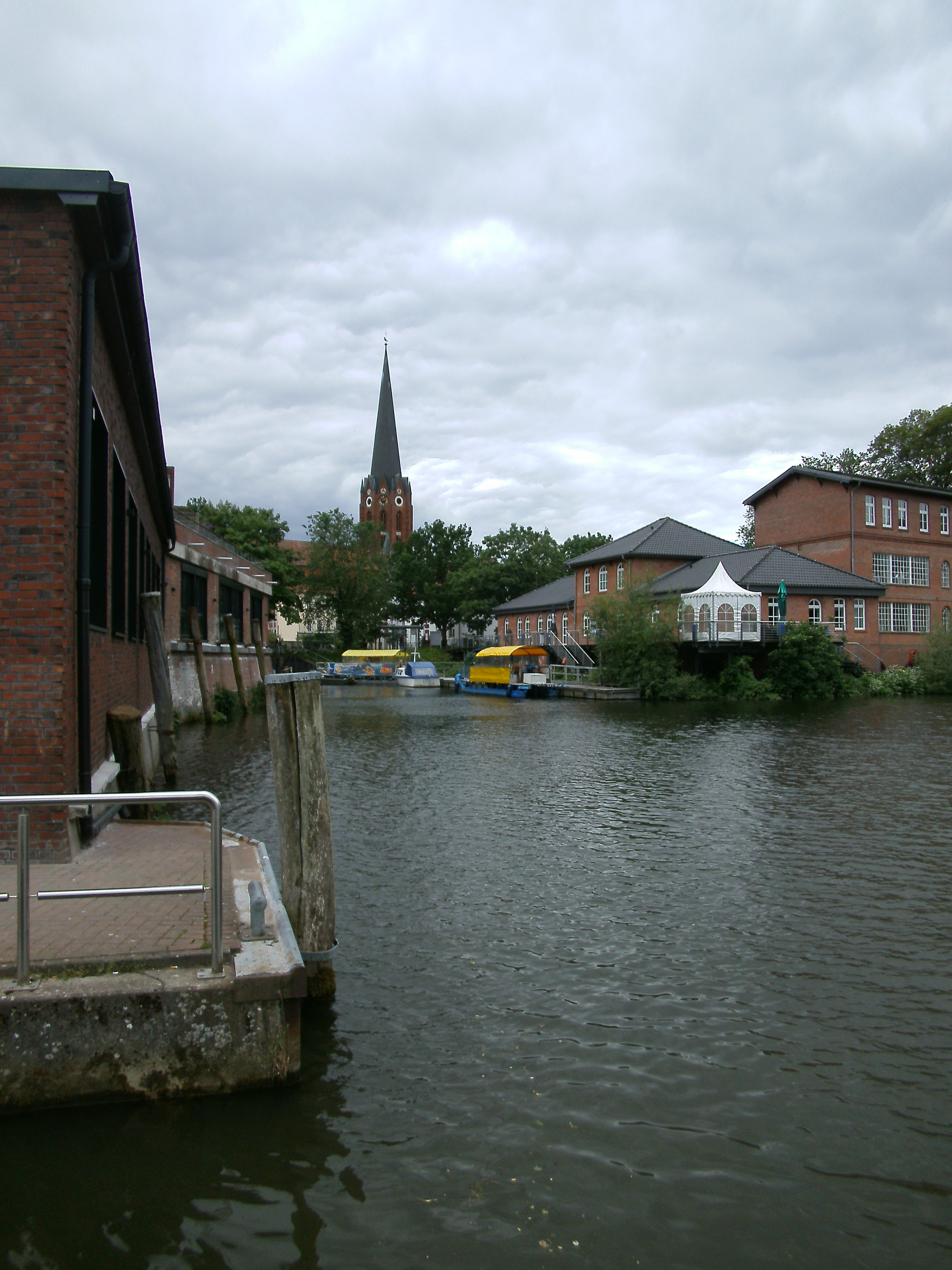
Sportboothafen Buxtehude mit Blick auf St. Petri und das Kulturforum (re.)

Über die Este ist Buxtehude mit der 10 km entfernten Elbe verbunden. Früher wurde diese Verbindung für den Warentransport zum Hafen Buxtehude genutzt. Durch zunehmende Versandung des Flussbettes ist der Hafen heute nicht mehr mit Schiffen erreichbar. Es existiert der Sportboothafen, der bei Niedrigwasser nahezu trockenfällt.

#### Verkehrsberuhigung
In einem Modellversuch 1983 wurde unter dem damaligen Stadtbaurat Otto Wicht die Innenstadt flächendeckend verkehrsberuhigt, die die Höchstgeschwindigkeit auf 30 km/h eingeführt und Straßen mit Hilfe von Verkehrsinseln mit Blumenkübel eingeengt. Jahre später wurden dann Blumenbeete und Verkehrsinseln angelegt.

### Medien

#### Zeitungen
In Buxtehude erscheint das Buxtehuder Tageblatt aus dem Zeitungsverlag Krause (Stade). Im Stader Pressehaus werden das Stader Tageblatt, das Altländer Tageblatt und das Buxtehuder Tageblatt produziert. Die Buxtehuder und die Altländer Ausgabe sind bis auf den Namen inhaltlich identisch, während die Stader Ausgabe andere regionale Schwerpunkte setzt. Chefredakteur der Dreiergruppe ist Wolfgang Stephan, der zuvor der Leiter der Buxtehuder Redaktion war. Seinen Posten in Buxtehude übernahm Rainer Schwartau. Die Buxtehuder Redaktion des Tageblatts befindet sich in der historischen Mühle am Fleth.
In Buxtehude erscheint seit 2008 eine Regionalausgabe vom Hamburger Abendblatt. Sie berichtet täglich über das politische, gesellschaftliche und sportliche Geschehen im Landkreis Stade.
Samstags erscheint kostenlos für alle Haushalte das Wochenblatt Neue Buxtehuder, welches sich durch Anzeigen finanziert. Die Wochenblätter der Gruppe werden an alle Haushalte in den Landkreisen Stade und Harburg verteilt, es gibt die unterschiedlichen Regionalausgaben Neue Stader, Neue Buxtehuder, Nordheide-Wochenblatt (Buchholz) und Elbe-Geest-Wochenblatt (Winsen/Luhe). Bemerkenswert ist, dass in allen vier Ausgaben sehr viel Wert auf eine umfangreiche kommunalpolitische Berichterstattung gelegt wird, was sie von den meisten anderen Anzeigenblättern in Deutschland unterscheidet.
Das Mittwochsjournal der Tageblatt-Gruppe wird an alle Haushalte verteilt. Der Schwerpunkt liegt hier auf Veranstaltungshinweisen, Tipps für den Haushalt und Berichten aus der heimischen Wirtschaft.
Die Tageblatt-Gruppe ist seit 2008 Produzent des Internetformates Tageblatt TV. Neben einer täglichen Wettervorhersage, werden beinahe täglich Informationen aus der Region in Nachrichtenblöcken zusammengefasst.
In einigen Bereichen Buxtehudes wird der Blick aus Neu Wulmstorf verteilt, ebenfalls ein Anzeigenblatt.

#### Radiosender
In Buxtehude gibt es außerdem seit dem 15. November 2015 einen Radiosender. Der Sender heißt Hitradio Buxtehude und sendet 24 Stunden und 7 Tage die Woche live im Internet. Der Slogan von Hitradio Buxtehude lautet: Wir sind die meiste Musik von heute! Die Musikfarbe ist hauptsächlich Charts, aber auch Dance, Pop und Rockmusik wird gespielt. Darüber hinaus bietet Hitradio Buxtehude auch weitere Radiosender mit unterschiedlichen Musikrichtungen an, der Sender nennt diese ihre „Sendervielfalt“. Hitradio Buxtehude und die weitere Sendervielfalt kann mit jedem internetfähigen Computer gehört werden oder über die für Smartphones entwickelte App. Des Weiteren ist Hitradio Buxtehude bei den meisten Plattformen vertreten, wie zum Beispiel Radio.de oder TuneIn.

#### Eventfunk Nord (EFN)
2004 startete der Eventfunk Nord in Buxtehude und Stade sein Programm (sog. „Veranstaltungsrundfunk“) zu besonderen Anlässen (z. B. Altstadtfest). Sendestudio war ein alter Doppeldeckerbus. Das Programm wurde über vier ISDN-Leitungen zum Telekom-Turm in Buxtehude oder Stade übertragen und dort auf der Frequenz 106,0 MHz ausgestrahlt (jeweils nur in einer Stadt). Initiator war der Buxtehuder Bodo Lorenzen, der eine Veranstaltungsagentur betreibt. Er produzierte für Buxtehuder Unternehmen Werbespots, die im Programm ausgestrahlt wurden. Die Sendeleistung war schwach, und im Süden und Südosten von Buxtehude war das Programm nur schlecht zu empfangen (wegen Interferenz mit dem starken Sender Dannenberg, Hitradio Antenne auf 106,1 MHz). Das Programm war jedoch sehr gut von Dollern bis Neu Wulmstorf zu empfangen. Ursprünglich war die Kostendeckung durch Sponsoring aus der Wirtschaft geplant. Leider war hier nicht genügend Unterstützung vorhanden, und auch die Veranstalter, für die das Konzept entwickelt wurde, zeigten kein Interesse an diesem modernen Medium. Bereits Ende 2004 wurde das Programm daher wieder eingestellt, da sich der Betrieb nicht rechnete. Die Yagi-Antennen, die den Buxtehuder Telekom-Turm zierten, sind wieder abgebaut, und in Buxtehude empfängt man ausschließlich Rundfunkprogramme, die außerhalb des Landkreises Stade abgestrahlt werden (Haupt-Senderstandorte: Hamburg, Rosengarten-Langenrehm). Die Frequenz 106,0 MHz soll mit einer Leistung von 1 kW vom Fernmeldeturm an der Buxtehuder Poststraße künftig für den niedersächsischen Privatsender Radio 21 (Deutschland) verwendet werden. Eine entsprechende Entscheidung der Landesmedienanstalt NLM erging im Juni 2012.

## Öffentliche Einrichtungen

### Krankenhaus
1885 gab es im Armenhaus am Wehdenhof/Moortorstraße ein kleines Krankenhaus mit 20 Betten und einem kleinen Behandlungsraum. 1929 eröffnete das Krankenhaus in der Bahnhofstraße. Dieses Gebäude wurde 2006 abgerissen.
Das Krankenhaus auf dem Bullenberg wurde 1962 eingeweiht. Ende der 1980er Jahre erfolgte der Um-, An- und teilweise Neubau, 1994 wurde zusätzlich zu den bestehenden Abteilungen für Innere Medizin, Chirurgie, Gynäkologie/Geburtshilfe, der Anästhesie mit Intensivstation sowie der Belegabteilung für Augenheilkunde die Dermatologie mit neu errichtetem Extragebäude eingeweiht. Es umfasst heute 250 Betten und gehört zum privatwirtschaftlich geführten Klinikverbund Buxtehude-Stade (Elbe Kliniken Stade-Buxtehude).

### Bildung

#### Schulen
Die Hansestadt Buxtehude ist Schulträgerin von
- sechs Grundschulen (Harburger Straße, Altkloster, Neukloster, Hedendorf, Am Rotkäppchenweg, Stieglitzweg)
- einer Hauptschule im Schulzentrum Süd
- einer Realschule im Schulzentrum Süd
- einer Integrierten Gesamtschule (IGS) im alten Gebäude des Schulzentrums Nord seit 2011
- zwei Gymnasien (Halepaghen-Schule und Gymnasium Buxtehude Süd).

Die wesentlichen Aufgaben der Schulträgerin sind nach dem niedersächsischen Schulgesetz die Bereitstellung von Schulräumen, deren Unterhaltung und die Ausstattung der Schulen mit Lehr- und Lernmitteln. Die Unterstützung der Eltern- und Schülerarbeit ist ebenfalls Aufgabe der Hansestadt Buxtehude.
In Trägerschaft des Landkreises Stade befinden sich
- die berufsbildenden Schulen Buxtehude mit den Schulformen
  - Berufsschule (BS) duales Ausbildungssystem
  - einjährige Berufsfachschule (einj. BFS)
  - Berufseinstiegsschule
  - Fachoberschule (Fos)
  - berufliche Gymnasien Gesundheit und Soziales, Wirtschaft und Technik[49]
- sowie die Albert-Schweitzer-Schule, Förderschule Schwerpunkt Lernen

Staatlich anerkannte Bildungseinrichtungen sind
- die Kalle-Gerloff-Schule (anerkannte Tagesbildungsstätte der Lebenshilfe Buxtehude) und
- die 2006 gegründete Freie Waldorfschule Buxtehude (Diese hat seit 2012 ihren Sitz in Apensen und firmiert daher heute als Freie Waldorfschule Apensen.[50])

#### Hochschule
Buxtehude ist bereits seit 1875 Standort einer höheren Bildungseinrichtung. Aus dem Technikum für Bauberufe entwickelte sich eine Staatliche Ingenieurakademie für Bauwesen und schließlich 1971–2005 die Fachhochschule Nordostniedersachsen.
Seit 2004/2005 setzt diese Tradition die hochschule 21 fort. An dieser nunmehr staatlich anerkannten privaten Fachhochschule mit dualen Studiengängen studierten im Wintersemester 2015/16 rund 1.000 Studierende in acht Studiengängen.

#### Weitere Bildungseinrichtungen
- Volkshochschule (VHS) mit zweitem Bildungsweg
- Die Malerschule mit Meisterausbildung für Maler und Fahrzeuglackierer, 1877 als erste Einrichtung dieser Art in Deutschland gegründet, wurde wegen stetig zurückgehender Schülerzahlen zum 31. März 2016 geschlossen.
- Das Freizeithaus Buxtehude (ehem. Freizeitheim) ist die größte Kinder- und Jugendeinrichtung in Trägerschaft der Stadtjugendpflege der Hansestadt Buxtehude. Hier befinden sich die Büros der Stadtjugendpflege, es gibt viele Angebote für Kinder und Jugendliche wie Kurse, der Offene Bereich, die Fahrradselbsthilfewerkstatt oder auch Bandproberäume. Zudem finden vom Musik-Netzwerk organisierte Live-Musikveranstaltungen statt wie my six stages oder Buxte Rhymes.

### Friedhöfe
Buxtehude verfügt über fünf städtische Friedhöfe (Waldfriedhof am Heitmanns Weg, Friedhof Eilendorf/Immenbeck, Friedhof Ottensen, Friedhof an der Stader Straße und Friedhof am Mühlenweg). Die St. Petri-Kirchengemeinde betreibt einen kircheneigenen Friedhof in der Ferdinandstraße. Seit 2006 gibt es zusätzlich die Möglichkeit einer Naturbestattung im Neukloster-Forst.

## Sport

### Handball
Buxtehude bezeichnet sich selbst gerne als Sportstadt. Die Frauenmannschaft des Buxtehuder Sportvereins (BSV) spielt seit der Saison 1989/1990 in der ersten Handball-Bundesliga der Frauen.
In der Saison 1993/1994 gewannen die Handballdamen des Buxtehuder SV das Endspiel des europäischen Wettbewerbs EHF City-Cup gegen Bækkelagets SK Oslo. Den Challenge-Cup 2009/2010 des Europäischen Handballverbands (EHF) gewannen die Frauen des BSV am 23. Mai 2010. 2003, 2011 und 2012 wurden die Handballdamen deutscher Vizemeister. Nach fast 30 Jahren Zugehörigkeit zur 1. Bundesliga gehört der BSV zu den erfolgreichsten Vereinen der Bundesligageschichte und belegt den 3. Platz der Ewigen Tabelle.
Im Mai 2015 gewann die Frauenmannschaft des Buxtehuder Sportvereins (BSV) gegen den VfL Oldenburg den DHB-Pokal. Der zweite Pokalsieg gelang in der Saison 2016/17 mit 24:23 gegen den TuS Metzingen.
Seit dem 1. Juli 2008 ist der ehemalige DHB-Juniorinnen-Nationaltrainer Dirk Leun Trainer der BSV Handball Frauen.
Die A-Jugend ist Gründungsmitglied der Jugendbundesliga und gewann in den Jahren 2016 und 2017 den Titel des deutschen Meisters.

### Rallycross
Hauptartikel: Estering

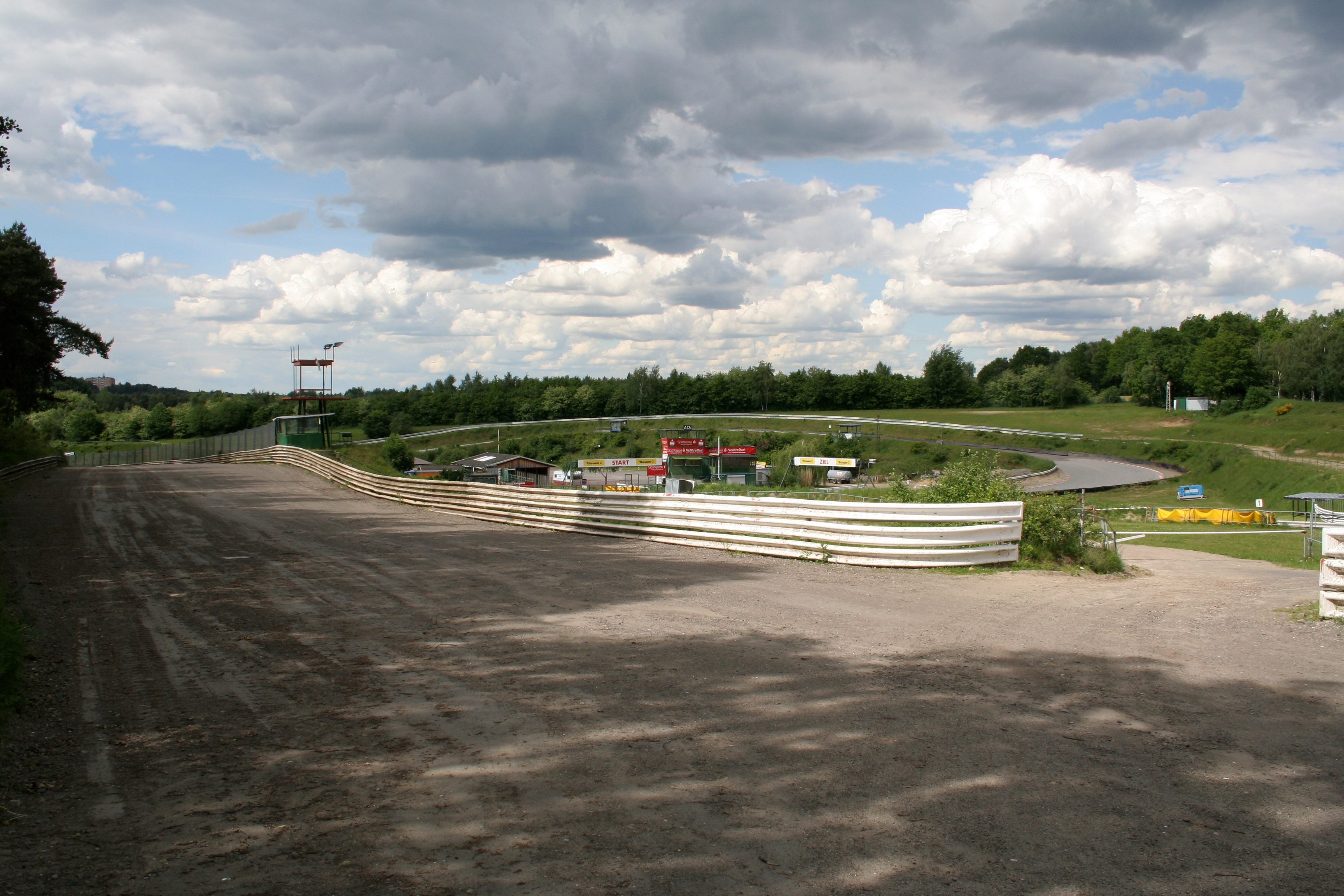
Blick auf den Estering

Für den Motorsport- respektive Autosport-Liebhaber ist Buxtehude das deutsche Rallycross-Mekka. Im Estetal, nicht weit außerhalb und südlich der Stadt, liegt der Estering, eine permanente Rennstrecke, auf der seit dem 21. Mai 1972 unter der Leitung des Automobilclubs Niederelbe e. V. im ADAC (ACN Buxtehude) jährlich bis zu vier internationale Rallycross-Veranstaltungen stattfinden. Das letzte Rennen jeder Saison war bis 2013 fast immer auch der Endlauf zur FIA Rallycross-Europameisterschaft, der stets tausende Zuschauer aus dem In- und Ausland nach Buxtehude lockte. Zwischen 2014 und 2018 wurde auf dem Estering ein Lauf zur Rallycross-Weltmeisterschaft (WRX) der FIA ausgefahren.

### Fußball
Die Herrenmannschaft des Buxtehuder SV spielte öfter in der fünfklassigen Oberliga Hamburg, zwischenzeitlich auch in der sechsklassigen Landesliga Hansa. Nach der Saison 2018/19 gab der Verein bekannt, keine weitere Herrenmannschaft für den Ligabetrieb zu stellen und zog sein Team zurück. Ab der Saison 2020/21 wurde der Spielbetrieb wieder aufgenommen, der Verein ist aktuell aber nur in den unteren Ligen vertreten. 
Obwohl der Ort in Niedersachsen liegt, spielt der Verein aufgrund der geografischen Nähe zu Hamburg im Hamburger Fußballverband und damit im Hamburger Ligasystem.
Weitere Vereine sind der TSV Eintracht Immenbeck, SV Ottensen, SG Buxtehude-Altkloster, sowie der VSV Hedendorf-Neukloster, welcher von 2019 bis 2023 in der sechsklassigen Landesliga Lüneburg spielte. Alle Vereine gehören im Gegensatz zum Buxtehuder SV dem Niedersächsischen Fußballverband an.

## Persönlichkeiten

### Ehrenbürger
- Heinrich David Denicke (1827–1912), Kaufmann, Senator in Buxtehude von 1863 bis 1905
- Carl-Hermann Richter (1830–1913), Kaufmann, Vorsitzender des Bürgervorsteherkollegiums von 1884 bis 1890
- Friedrich Hastedt (1856–1939), Mühlenbesitzer und Nudelfabrikant, Senator von 1905 bis 1924
- Wilhelm Geerken (1881–1969), Kaufmann, Bürgermeister von 1945 bis 1948

### Söhne und Töchter der Stadt
- Gerhard Halepaghe (1420–1485), Geistlicher, Lehrer und Stifter
- Hermann Langenbeck (1452–1517), Jurist und Bürgermeister in Hamburg
- Tobias Reimers (1653–1716), Jurist und Bürgermeister der Stadt Lüneburg
- Johann Hinrich Röding (1763–1815), Autor eines Marinelexikons
- Georg Müller (1767–1847), hannoverscher Offizier, Generalmajor
- Christian Lodemann (1805–1878), Verwaltungsjurist und Politiker
- Gustav Buchholz (1856–1916), Historiker, Bibliothekar und Hochschullehrer
- Heinrich Denicke (1856–1943), Jurist, von 1903 bis 1924 Oberbürgermeister der damals noch eigenständigen Stadt Harburg
- Margarete Winter (1857–1934), Automobilistin
- Otto Lemmermann (1869–1953), Agrikulturchemiker
- Willy Weyhe (1878–1914), Verwaltungsbeamter
- Werner Issel (1884–1974), Architekt
- Wilhelm Johannsen (1894–1956), Konteradmiral (Ing.) der Kriegsmarine
- Hermann Blumenthal (1903–1941), Germanist und Bibliothekar
- Jutta Bossard-Krull (1903–1996), bildende Künstlerin
- Hermann Martens (1910–1952), Kunstmaler[57]
- Dieter Müller-Wodarg (1922–2009), Orientalist und Diplomat
- Karl Stackmann (1922–2013), Germanist
- Helga Wex (1924–1986), Politikerin
- Adolf Köhnken (1938–2017), Altphilologe
- Harmen Thies (* 1941), Professor für Baugeschichte an der TU Braunschweig
- Helga Lühning (* 1943), Musikwissenschaftlerin
- Bernd Raebel (* 1948), Jurist
- Wolf-Joachim Clauß (* 1950), Generalmajor
- Dieter Perlowski (* 1950), Autor
- Thomas Glagow (* 1961), Musikproduzent und Radiomoderator
- Jörn Staecker (1961–2018), Archäologe und Tübinger Professor
- Thomas Wandschneider (* 1963), Parabadmintonspieler und Medaillengewinner bei den Sommer-Paralympics 2024
- Stefan Studer (* 1964), Fußballspieler und -funktionär
- Stefan Kroll (* 1965), Historiker
- Henning Lucius (* 1965), Pianist und Hochschuldozent[58]
- Volker Schomerus (* 1965), theoretischer Physiker
- Jörg Köpke (* 1967), Historiker, Journalist und Autor
- Joern Martens (* 1968), Koch und Filmtonmeister
- Alexander Mierzwa (* 1974), Handballnationalspieler und Handballtrainer
- Michael Stolle (* 1974), Leichtathlet und Olympiateilnehmer
- Janina Gerkens (* 1975), Filmeditorin
- Nils Winter (* 1977), Weitspringer
- Sebastian Kempert (* 1978), Pädagoge und Hochschullehrer
- Alexander Nouri (* 1979), Fußballspieler und -trainer
- Doris Anselm (* 1981), Schriftstellerin und Journalistin
- Marcel Thomas Andreas Eris (* 1988), alias MontanaBlack, Webvideoproduzent und Livestreamer
- Jannik Löhden (* 1989), Fußballspieler
- Lisa Prior (* 1990), Handballspielerin
- Sebastian Firnhaber (* 1994), Handballspieler
- Jasper Frahm (* 1996), Radsportler
- Natalie Axmann (* 1997), Handballspielerin
- Paula Prior (* 1997), Handballspielerin
- Lucas Firnhaber (* 1997), Handballspieler
- Emily Vogel (* 1998), Handballspielerin
- Franziska Fischer (* 1999), Handballspielerin
- Christian Viet (* 1999), Fußballspieler

### Persönlichkeiten, die mit Buxtehude verbunden sind
- Paul Halcke (1662–1731), Mathematiker, Astronom, Schreib- und Rechenmeister, starb hier
- Nicolaus Rohlfs (1695–1750), Mathematiker und Astronom, ab 1731 Schreib- und Rechenmeister („Arithmetikus“) an der öffentlichen Lateinschule in Buxtehude, starb hier
- Lorenz Joachim Müller (1716–1771), 1745–1762 Rektor des Buxtehuder Gymnasiums, starb hier
- Heinrich Wilhelm Rotermund (1761–1848), 1786–1792 Rektor des Buxtehuder Gymnasiums
- Johann Jacob Gensler (1808–1845), Kunstmaler, Der Auszug der kleinen Schützengilde von Buxtehude (1840) hängt im Buxtehude Museum für Regionalgeschichte und Kunst
- Adolf Kottmeier (1822–1905), 1851–1862 Rektor der höheren Bürgerschule, später Gründer der Rotenburger Werke der Inneren Mission
- Heinrich Brüning (1836–1920), 1864–1871 Bürgermeister von Buxtehude
- Carl Miele (1869–1938), Konstrukteur und Unternehmer; während seiner Baulehre besuchte er zwischen 1883 und 1888 die Baugewerkschule in Buxtehude.
- Arnold Lyongrün (1871–1935), akademischer Maler, Lehrer an der Staatlichen Kunstgewerbeschule Hamburg, Hamburgischen Künstlerschaft, zeitweise wohnhaft und tätig in Buxtehude
- Hermann Hosaeus (1876–1958), Bildhauer, Medailleur und Hochschullehrer, schuf das Kriegerdenkmal an der St. Petri-Kirche, verbrachte seine Jugend in Buxtehude
- Rudolf Welskopf (1902–1979), deutscher Widerstandskämpfer gegen den Nationalsozialismus, lebte zeitweilig in Buxtehude und heiratete hier
- Johannes Güthling (1903–1979), 1954–1969 Oberstudiendirektor der Halepaghen-Schule Buxtehude, Initiator des Buxtehuder Modells, starb hier
- Wilhelm Beiglböck (1905–1963), im Nürnberger Ärzteprozess verurteilter Mediziner, ab 1952 Leitender Arzt der Inneren Abteilung des Krankenhauses in Buxtehude, starb hier
- Peter Robert Hofstätter (1913–1994), Sozialpsychologe, starb hier
- Winfried Ziemann (1934–2010), Begründer des Jugendbuchpreises Buxtehuder Bulle, seit 1970 in Buxtehude ansässig, starb hier.
- Jürgen Kurbjuhn (1940–2014), Fußballspieler, Nationalspieler, nach seiner Sportlerkarriere in Buxtehude ansässig, starb hier
- Monika Wörmer-Zimmermann (* 1944), Politikerin, MdL in Niedersachsen, von 1976 bis 2003 Ratsfrau der Stadt Buxtehude
- Dieter Hünerkoch (* 1944), Journalist und Kommunikationsberater, lebt in Buxtehude
- Dirk Reinartz (1947–2004), Fotograf, lebte in Buxtehude[59]
- Florence Brokowski-Shekete (* 1967), Bestsellerautorin, Podcasterin und Schulamtsdirektorin; ist in Buxtehude aufgewachsen
- Elton (Moderator) (* 1971), Fernsehmoderator und Entertainer; ist in Buxtehude zur Schule gegangen
- Birgit Butter (* 1972), Politikerin (CDU), Ratsfrau in Buxtehude
- Stefanie („Steffi“) Melbeck (* 1977), Handballnationalspielerin, langjährige Spielerin beim Buxtehuder SV
- Simon Sommerfeld (* 1983), American-Football-Spieler, wuchs in Buxtehude auf und machte dort Abitur
- Michael Schulte (* 1990), Sänger und Songwriter; wohnt in Buxtehude.

## Trivia
Die Bezeichnung Buxtehude wird, vor allem in Süddeutschland und Österreich veraltet als Synonym für einen abgelegenen, ländlichen und rückständigen Ort verwendet. Es gibt die Redewendungen „jemand geht nach Buxtehude“ oder gesteigert „… nach Buxtehude, wo der Pfeffer wächst“.
Im Jahre 1971 erschien die deutsche Filmkomödie Tante Trude aus Buxtehude. Die Premiere des Films fand am 15. April unter der Schirmherrschaft des Bürgermeisters von Buxtehude statt.